# Cognac (Charente)
Pour les articles homonymes, voir Cognac.
Cognac  est une commune du sud-ouest  de la France, sous-préfecture du département de la Charente (région Nouvelle-Aquitaine). Ses habitants sont les Cognaçais et les Cognaçaises.
Deuxième agglomération de la Charente après Angoulême, Cognac est également au cœur de la deuxième aire urbaine de ce département où son rayonnement urbain déborde dans la Charente-Maritime voisine et regroupe 48 271 habitants en 2016. Depuis 2012, la ville de Cognac est labellisée « Ville d'art et d'histoire » par le ministère de la Culture et de la Communication.

## Géographie

### Localisation et accès

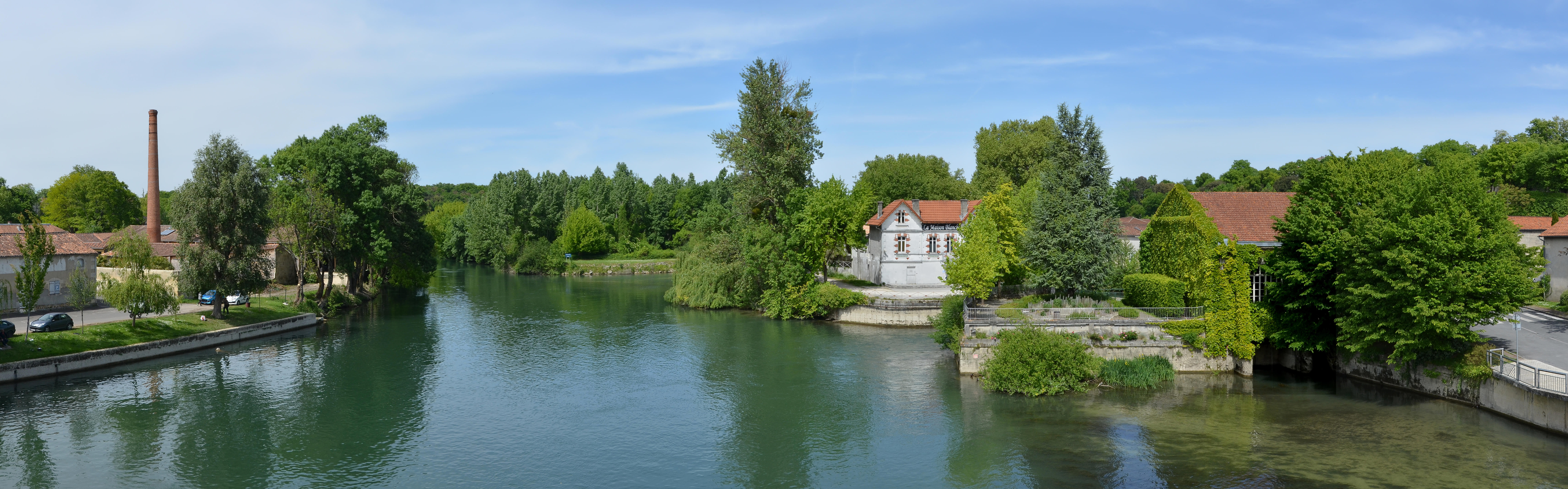
Vue vers l'île de la Reine, depuis le Pont-Neuf sur la Charente.

Cognac est située sur les rives de la Charente en aval d'Angoulême (38 km) et Jarnac (12 km), en amont de Saintes (25 km). Elle s'est principalement développée sur la rive gauche. Sur la rive droite se trouve le faubourg Saint-Jacques et le quartier de Crouin (qui constituait une commune séparée jusqu'en 1867). Cognac est à 406 km de Paris et 97 km de Bordeaux.
Dessertes routières principales : RN 141 (Saintes-Angoulême-Limoges, route Centre-Europe Atlantique), D 731 (vers Saint-Jean-d'Angély au nord, Archiac, Barbezieux et Chalais au sud), D 732 (vers Royan par Pons), D 24 et D 15.
Desserte ferroviaire : ligne TER Nouvelle-Aquitaine Angoulême-Jarnac-Cognac-Saintes- avec Royan ou La Rochelle. Le trajet vers Cognac au départ de Paris se fait en trois heures et vingt minutes au minimum (correspondance comprise) au départ de la gare Montparnasse (2 heures 30 jusqu'à Angoulême puis 35 minutes en TER, environ 5 rotations par jour).
Cognac se trouve historiquement sur l'un des chemins menant les pèlerins à Saint-Jacques-de-Compostelle, plus exactement un chemin transverse descendant la Charente entre le Limousin et Saintes pour la vénération de saint Eutrope. Ces derniers étaient autrefois amenés à séjourner dans le faubourg Saint-Jacques, sur la rive droite de la Charente, avant de poursuivre leur chemin.
Le sentier de grande randonnée GR 4 reliant Royan à Cannes traverse la commune.

### Quartiers
Les deux plus anciens quartiers de Cognac, outre le centre historique qui s'est développé d'abord autour du château des Valois sur la rive gauche puis vers l'est après l'enrichissement de la ville grâce à l'essor du commerce des eaux-de-vie au XIXe siècle, sont les faubourgs Saint-Jacques et Saint-Martin qui correspondent à de très anciennes paroisses (pour Saint-Martin antérieure à celle de Cognac, pour Saint-Jacques lieu réservé aux pèlerins sur la rive droite du fleuve).
Il existe trois autres quartiers plus récents : Crouin, la cité de l’Hôpital et la cité du Dolmen. L'habitat y est principalement collectif. Crouin est un quartier prioritaire rassemblant 1 850 habitants en 2018.
Depuis 2008, la municipalité a créé cinq conseils de quartier, dont les membres sont désignés par tirage au sort parmi les candidats. Pour ce faire les conseils sont regroupés par quartier correspondant peu ou prou aux quartiers historiques :
- Saint-Jacques
- Champ de foire
- Crouin
- Centre-ville / gare
- Saint-Martin

### Géologie

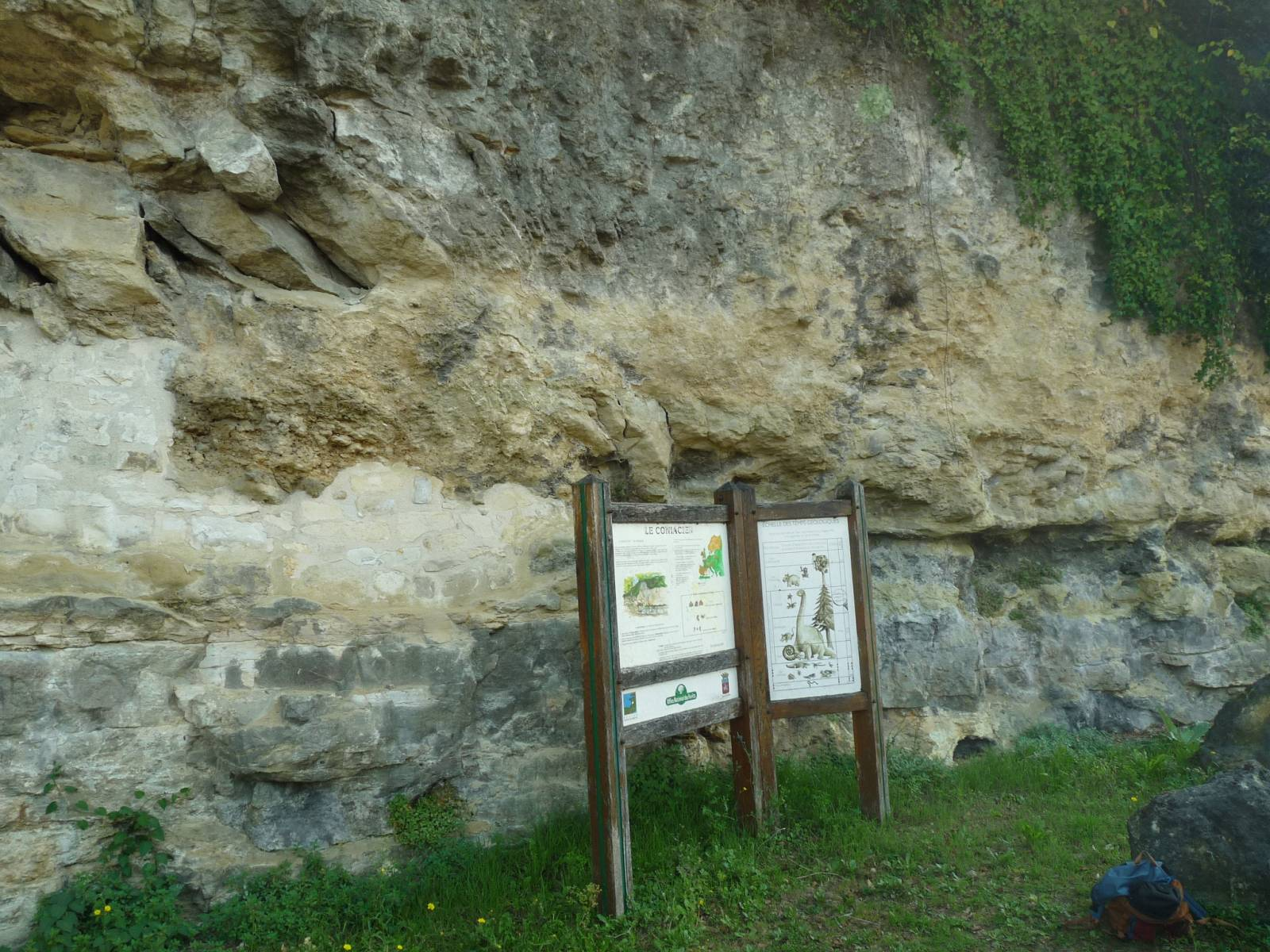
Falaise de Coniacien, socle de la ville

Cognac occupe le calcaire du Bassin aquitain comme les trois quarts sud et ouest du département de la Charente.
La commune occupe plus particulièrement le Crétacé supérieur, qui s'étage entre le Cénomanien au nord et le Santonien au sud, en passant par le Turonien (ou Angoumien) et le Coniacien.
Le Cénomanien occupe une petite zone en limite nord de Cognac, à Bagnolet. Le Turonien inférieur n'occupe que la rive droite de la Charente, près de Bagnolet. Le Turonien supérieur, calcaire à rudistes, occupe l'est de la route de Saint-Jean-d'Angély sur la rive droite, et le versant et le sommet du coteau surplombant la Charente sur sa rive gauche entre l'Échassier et le parc François 1er.
La ville est construite sur l'étage du Coniacien, qu'on retrouve aussi sur la rive droite entre le Bocage, le pont de Javrezac et le faubourg Saint-Jacques.
Le Santonien, calcaire plus marneux composant la plaine de Châteaubernard au sud, occupe les faubourgs sud de la ville, ainsi qu'une zone minuscule au nord de la Cité de Crouin sur la rive droite.
Le quartier de Crouin compris entre le faubourg Saint-Jacques et l'Antenne est couvert d'alluvions du Quaternaire, qui forme une basse terrasse sableuse, recouvrant même le plateau du Coniacien au nord (ancienne route de Saintes, à Luprie).
Les vallées (Charente, Antenne et Solençon) sont occupées par des alluvions modernes (parties inondables),,.

### Relief
La commune de Cognac occupe un plateau légèrement élevé que traverse la vallée de la Charente en faisant une boucle par le nord. Ce plateau descend en pente douce vers le sud et l'ouest, et offre une dénivelée beaucoup plus brutale au nord-est, entre l'Échassier et la Cité de la Chaudronne, et qui correspond à la rive gauche légèrement concave du fleuve. L'intérieur du méandre, au parc François Ier, descend en pente douce vers le fleuve, alors que la rive opposée, concave, devient plus abrupte, entre Bagnolet et le bois du Portail.
L'altitude moyenne de la commune est de 23 mètres. Le point culminant est à une altitude de 53 m, situé près de l'ex-château d'eau du Breuil. L'altitude atteint aussi 51 m sur la rive droite de la Charente, dans le quartier de Bel-Air qui occupe avec le faubourg Saint-Jacques et Crouin un plateau allongé entre les vallées de la Charente à l'est et celle de l'Antenne à l'ouest qui les bordent. Le point le plus bas de la commune de Cognac est à 5 m, situé le long de la Charente à Crouin au confluent de l'Antenne.

### Communes limitrophes
| Javrezac                | Val-de-Cognac | Boutiers-Saint-Trojan |
| Saint-Laurent-de-Cognac | Cognac        |                       |
| Merpins                 |               | Châteaubernard        |

### Hydrographie

#### Réseau hydrographique
La commune est située dans le bassin versant de la Charente au sein du Bassin Adour-Garonne. Elle est drainée par la Charente, l'Antenne, canal Jean-Simon, le Charenton, les Eaux Mortes, le Solençon, le ruisseau Fossé du Roi et par deux petits cours d'eau, qui constituent un réseau hydrographique de 18 km de longueur totale,.
Située sur une grande boucle de la Charente, Cognac s'est principalement développée sur la rive gauche du fleuve au pied du château des Valois puis sur l'autre rive avec le faubourg Saint-Jacques. Les quais en contrebas de la ville sont parfois inondés lors des crues. Les dernières grandes crues à Cognac ont eu lieu en 1982 (8,45 m), 1994, 2007 (7,16 m) et 2021 (7,49 m). D'une longueur totale de 381,4 km, la Charente prend sa source en Haute-Vienne, dans la commune de Chéronnac, et se jette dans le golfe de Gascogne après avoir traversé 117 communes.
L'Antenne, d'une longueur totale de 2 km, borde la commune à l'ouest. Elle prend sa source en Charente-Maritime, dans la commune de Fontaine-Chalendray, et se jette dans la Charente sur la commune, après avoir traversé 15 communes.
Sur la rive droite de la Charente, le Fossé du Roi s'écoulant de l'ancien étang du Solençon se jette dans le fleuve sur la limite nord de la commune, entre Bagnolet (commune de Cognac) et Solençon (commune de Boutiers-Saint-Trojan).

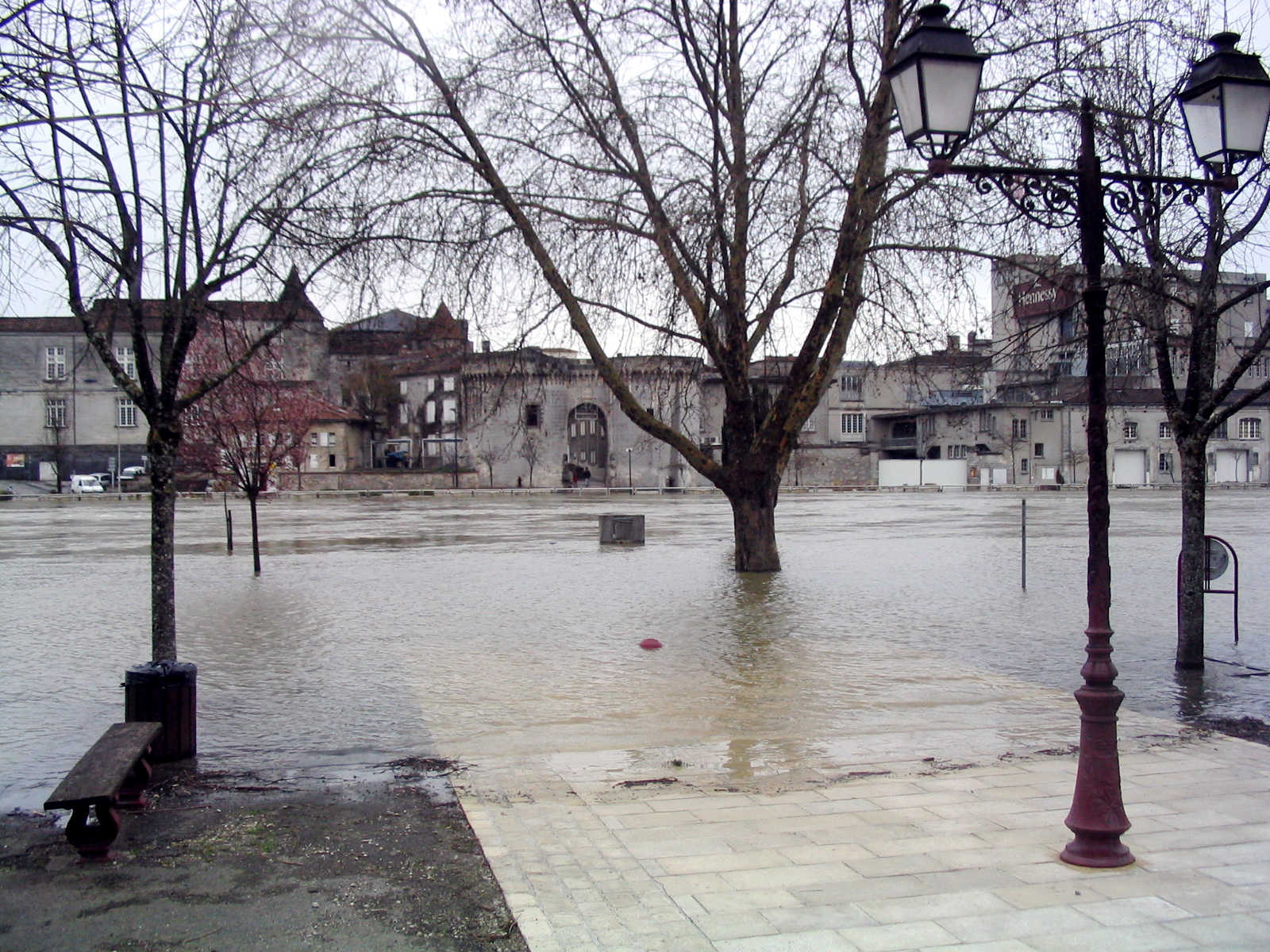
Crue de la Charente en mars 2007
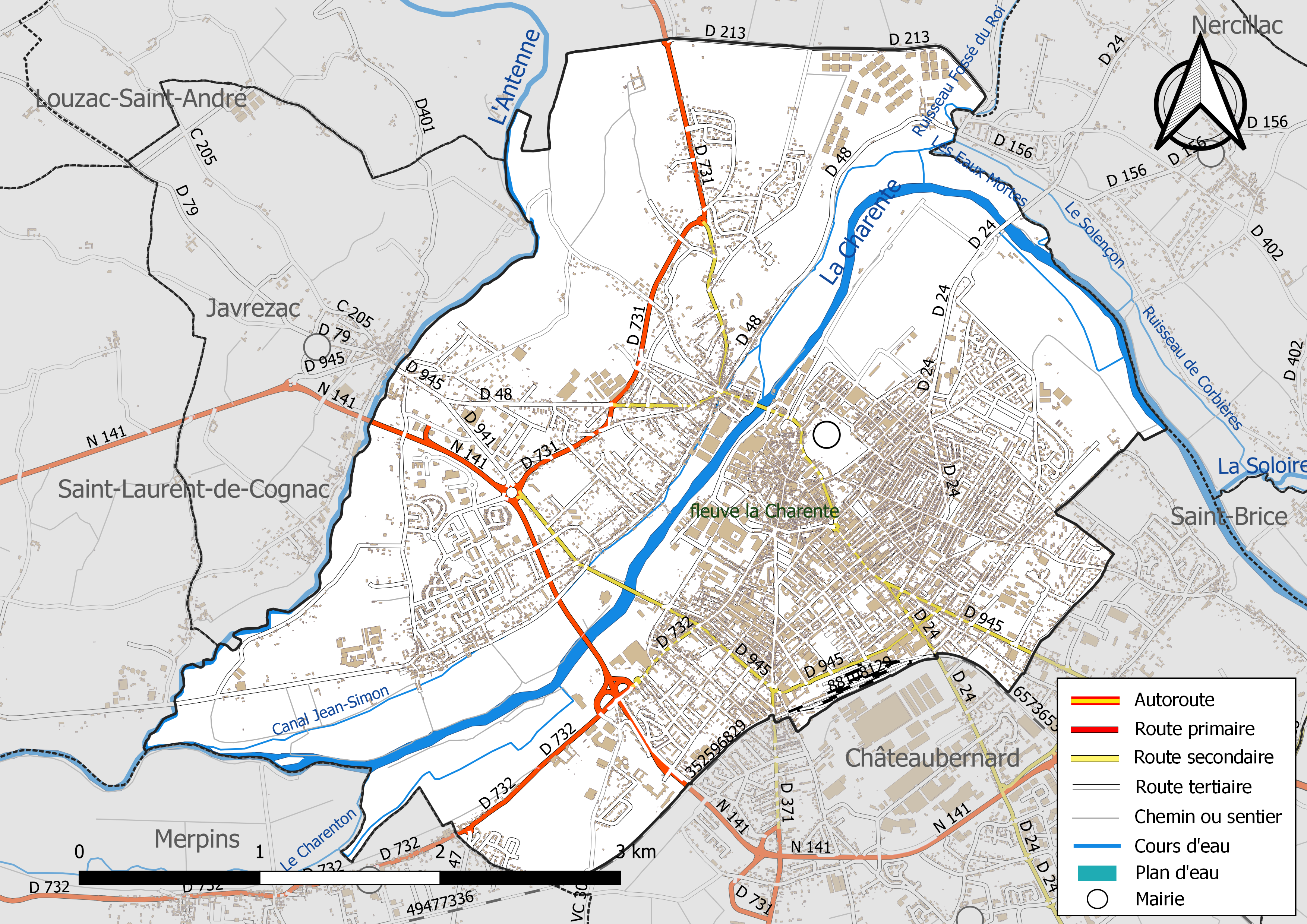
Réseaux hydrographique et routier de Cognac

#### Gestion des eaux
Le territoire communal est couvert par le schéma d'aménagement et de gestion des eaux (SAGE) « Charente ». Ce document de planification, dont le territoire correspond au bassin de la Charente, d'une superficie de 9 300 km2, a été approuvé le 19 novembre 2019. La structure porteuse de l'élaboration et de la mise en œuvre est l'établissement public territorial de bassin Charente. Il définit sur son territoire les objectifs généraux d’utilisation, de mise en valeur et de protection quantitative et qualitative des ressources en eau superficielle et souterraine, en respect des objectifs de qualité définis dans le troisième SDAGE  du Bassin Adour-Garonne qui couvre la période 2022-2027, approuvé le 10 mars 2022.

### Climat
La région de Cognac, comme une grande partie ouest du département de la Charente a un climat océanique aquitain.
| Mois                              | jan. | fév.  | mars  | avril | mai   | juin  | jui.  | août  | sep.  | oct. | nov. | déc. | année   |
| --------------------------------- | ---- | ----- | ----- | ----- | ----- | ----- | ----- | ----- | ----- | ---- | ---- | ---- | ------- |
| Température minimale moyenne (°C) | 2    | 2,8   | 3,8   | 6,2   | 9,4   | 12,4  | 14,4  | 14    | 12,1  | 8,9  | 4,7  | 2,6  | 7,8     |
| Température moyenne (°C)          | 5,4  | 6,7   | 8,5   | 11,1  | 14,4  | 17,8  | 20,2  | 19,7  | 17,6  | 13,7 | 8,6  | 5,9  | 12,5    |
| Température maximale moyenne (°C) | 8,7  | 10,5  | 13,1  | 15,9  | 19,5  | 23,1  | 26,1  | 25,4  | 23,1  | 18,5 | 12,4 | 9,2  | 17,1    |
| Ensoleillement (h)                | 80   | 103,9 | 153,3 | 184,5 | 204,9 | 239,6 | 276,4 | 248,3 | 199,4 | 159  | 96,8 | 78,8 | 2 024,9 |
| Précipitations (mm)               | 80,4 | 67,3  | 65,9  | 68,3  | 71,6  | 46,6  | 45,1  | 50,2  | 59,2  | 68,6 | 79,8 | 80   | 783,6   |

| Mois                                             | jan.          | fév.          | mars          | avril        | mai          | juin       | jui.         | août         | sep.         | oct.         | nov.         | déc.          | année      |
| ------------------------------------------------ | ------------- | ------------- | ------------- | ------------ | ------------ | ---------- | ------------ | ------------ | ------------ | ------------ | ------------ | ------------- | ---------- |
| Température minimale moyenne (°C)                | 3,3           | 3             | 5,2           | 7,3          | 10,9         | 14         | 15,6         | 15,4         | 12,5         | 10,1         | 6,1          | 3,7           | 8,9        |
| Température moyenne (°C)                         | 6,5           | 7,1           | 10,1          | 12,5         | 16,1         | 19,4       | 21,3         | 21,3         | 18,1         | 14,6         | 9,8          | 7,1           | 13,7       |
| Température maximale moyenne (°C)                | 9,7           | 11,3          | 14,9          | 17,7         | 21,3         | 24,8       | 27           | 27,3         | 23,8         | 19,1         | 13,5         | 10,4          | 18,4       |
| Record de froid (°C) date du record              | −17,5 16.1985 | −19,4 15.1956 | −10,2 11.1958 | −4,4 04.2022 | −0,2 08.1974 | 3 02.1975  | 6,4 07.1948  | 5,5 14.1946  | 2,2 21.1977  | −3,8 29.1947 | −8,4 24.1956 | −14,5 22.1946 | −19,4 1956 |
| Record de chaleur (°C) date du record            | 18,4 13.1993  | 24,4 27.2019  | 26,2 20.2005  | 31 30.2005   | 34 29.1947   | 40 18.2022 | 40,3 23.2019 | 39,8 07.2020 | 36,8 04.2023 | 30,6 03.2011 | 24,7 08.2015 | 20,5 16.1989  | 40,3 2019  |
| Ensoleillement (h)                               | 81,5          | 115,6         | 166           | 187,4        | 221,1        | 237,2      | 257,4        | 249,6        | 204,3        | 141,3        | 96,8         | 84,6          | 2 042,6    |
| Précipitations (mm)                              | 71,9          | 50,8          | 52,9          | 65           | 61,6         | 60,2       | 45           | 53,2         | 62,8         | 76,4         | 87,9         | 84,1          | 771,8      |
| dont nombre de jours avec précipitations ≥ 1 mm  | 11,6          | 9,3           | 9,8           | 10,8         | 10,1         | 7,8        | 6,9          | 6,9          | 8,3          | 11,1         | 12           | 12,1          | 116,5      |
| dont nombre de jours avec précipitations ≥ 5 mm  | 5,2           | 3,6           | 3,7           | 4,7          | 4,3          | 3,8        | 2,9          | 3,3          | 4,3          | 5,2          | 6,1          | 6             | 53         |
| dont nombre de jours avec précipitations ≥ 10 mm | 1,9           | 1,4           | 1,3           | 1,8          | 1,8          | 1,8        | 1,3          | 1,4          | 1,8          | 2,3          | 2,8          | 2,7           | 22,5       |

## Urbanisme

### Typologie
Au 1er janvier 2024, Cognac est catégorisée centre urbain intermédiaire, selon la nouvelle grille communale de densité à 7 niveaux définie par l'Insee en 2022.
Elle appartient à l'unité urbaine de Cognac, une agglomération intra-départementale dont elle est ville-centre,. Par ailleurs la commune fait partie de l'aire d'attraction de Cognac, dont elle est la commune-centre,. Cette aire, qui regroupe 44 communes, est catégorisée dans les aires de 50 000 à moins de 200 000 habitants,.

### Occupation des sols
L'occupation des sols de la commune, telle qu'elle ressort de la base de données européenne d’occupation biophysique des sols Corine Land Cover (CLC), est marquée par l'importance des territoires artificialisés (62,1 % en 2018), en augmentation par rapport à 1990 (57,9 %). La répartition détaillée en 2018 est la suivante : 
zones urbanisées (49,4 %), cultures permanentes (14,6 %), forêts (11 %), zones industrielles ou commerciales et réseaux de communication (8,7 %), prairies (6 %), zones agricoles hétérogènes (5 %), espaces verts artificialisés, non agricoles (4 %), terres arables (1,3 %). L'évolution de l’occupation des sols de la commune et de ses infrastructures peut être observée sur les différentes représentations cartographiques du territoire : la carte de Cassini (XVIIIe siècle), la carte d'état-major (1820-1866) et les cartes ou photos aériennes de l'IGN pour la période actuelle (1950 à aujourd'hui).

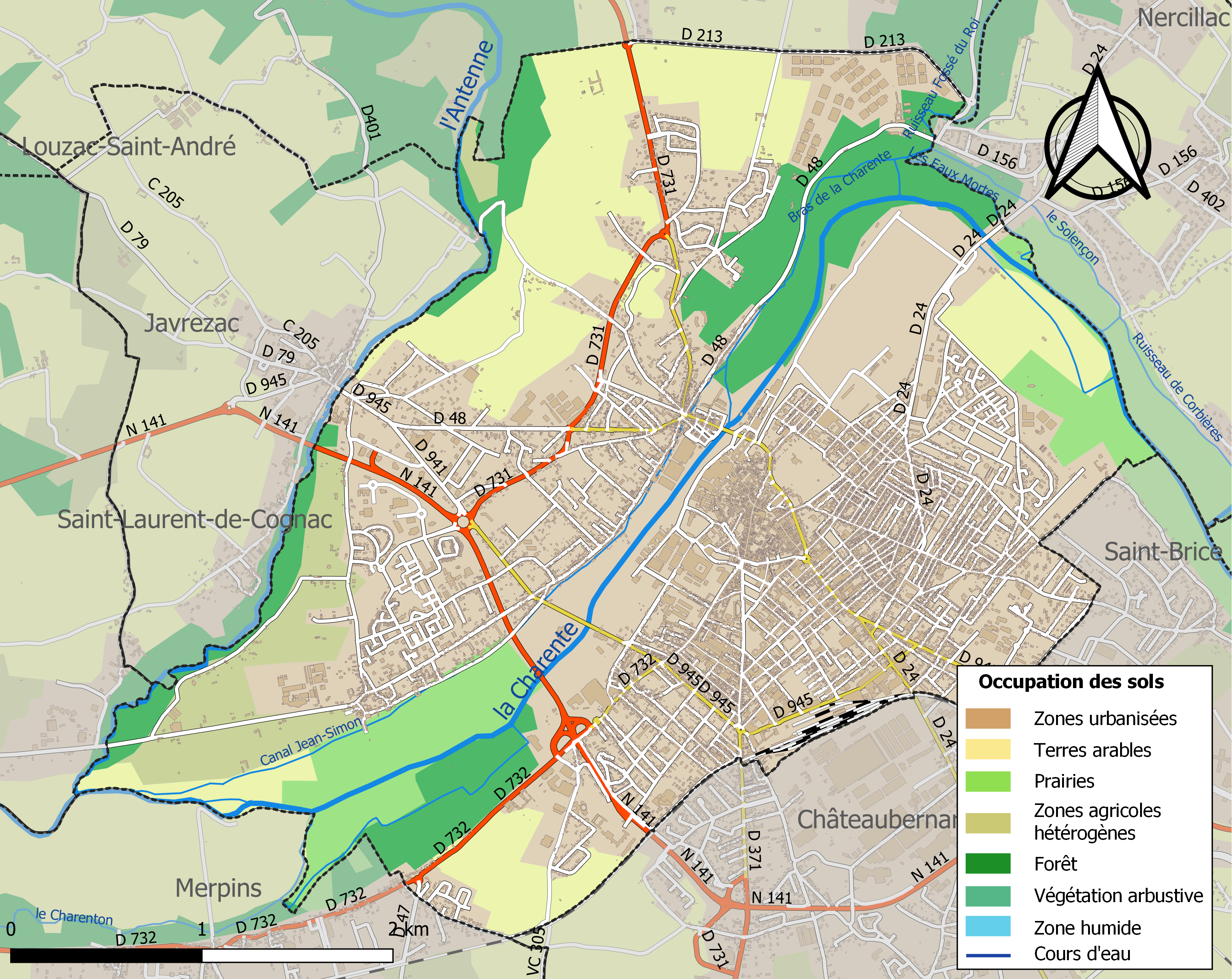
Carte des infrastructures et de l'occupation des sols de la commune en 2018 (CLC).

### Risques majeurs
Le territoire de la commune de Cognac est vulnérable à différents aléas naturels : météorologiques (tempête, orage, neige, grand froid, canicule ou sécheresse), inondations, mouvements de terrains et séisme (sismicité modérée). Il est également exposé à deux risques technologiques, le transport de matières dangereuses et  le risque industriel. Un site publié par le BRGM permet d'évaluer simplement et rapidement les risques d'un bien localisé soit par son adresse soit par le numéro de sa parcelle.

#### Risques naturels
La commune fait partie du territoire à risques importants d'inondation (TRI) Saintes-Cognac-Angoulême, regroupant 46 communes concernées par un risque de débordement du fleuve Charente (34 en Charente et 12 en Charente-Maritime), un des 18 TRI qui ont été arrêtés fin 2012 sur le bassin Adour-Garonne. Les événements antérieurs à 2014 les plus significatifs sont les crues de l'hiver 1779, de 1842, de 1859, du 9 décembre 1882 du 19 février 1904, du 10 janvier 1961, de mars-avril 1962, du 24 décembre 1982 et du 8 janvier 1994. Des cartes des surfaces inondables ont été établies pour trois scénarios : fréquent (crue de temps de retour de 10 ans à 30 ans), moyen (temps de retour de 100 ans à 300 ans) et extrême (temps de retour de l'ordre de 1 000 ans, qui met en défaut tout système de protection). La commune a été reconnue en état de catastrophe naturelle au titre des dommages causés par les inondations et coulées de boue survenues en 1982, 1987, 1993, 1998, 1999, 2000, 2003, 2011, 2013, 2016 et 2021,.

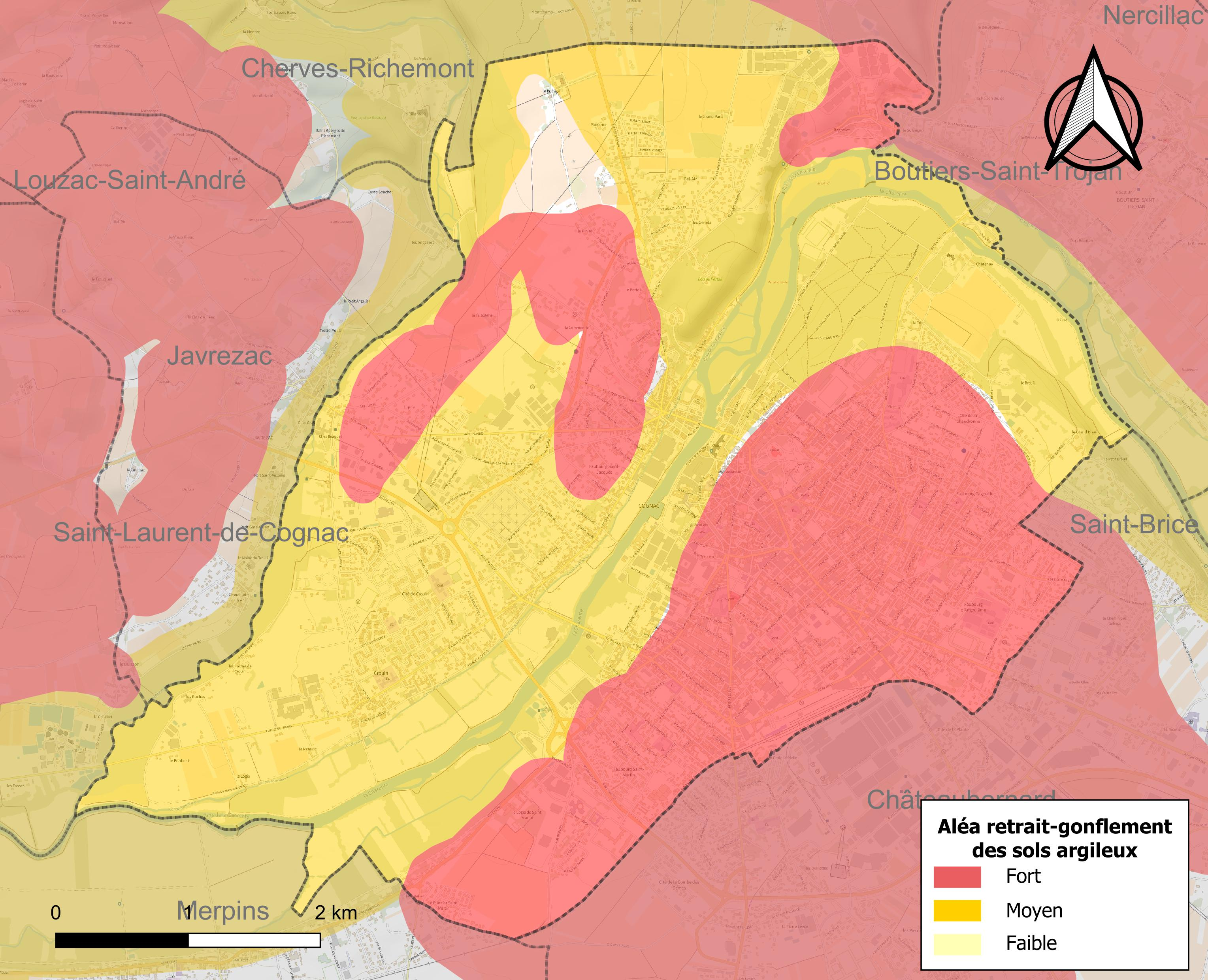
Carte des zones d'aléa retrait-gonflement des sols argileux de Cognac.

Les mouvements de terrains susceptibles de se produire sur la commune sont des éboulements, chutes de pierres et de blocs.
Le retrait-gonflement des sols argileux est susceptible d'engendrer des dommages importants aux bâtiments en cas d’alternance de périodes de sécheresse et de pluie. 98 % de la superficie communale est en aléa moyen ou fort (67,4 % au niveau départemental et 48,5 % au niveau national). Sur les 7 040 bâtiments dénombrés sur la commune en 2019, 6 976 sont en aléa moyen ou fort, soit 99 %, à comparer aux 81 % au niveau départemental et 54 % au niveau national. Une cartographie de l'exposition du territoire national au retrait gonflement des sols argileux est disponible sur le site du BRGM,.
Par ailleurs, afin de mieux appréhender le risque d’affaissement de terrain, l'inventaire national des cavités souterraines permet de localiser celles situées sur la commune.
Concernant les mouvements de terrains, la commune a été reconnue en état de catastrophe naturelle au titre des dommages causés par la sécheresse en 2003 et par des mouvements de terrain en 1999.

#### Risques technologiques
La commune est exposée au risque industriel du fait de la présence sur son territoire d'une entreprise soumise à la directive européenne SEVESO.
Le risque de transport de matières dangereuses sur la commune est lié à sa traversée par une ou des infrastructures routières ou ferroviaires importantes ou la présence d'une canalisation de transport d'hydrocarbures. Un accident se produisant sur de telles infrastructures est susceptible d’avoir des effets graves sur les biens, les personnes ou l'environnement, selon la nature du matériau transporté. Des dispositions d’urbanisme peuvent être préconisées en conséquence.

## Toponymie
Les formes anciennes sont Comniaco en 1075-1101, Conniaco vers 1080, Cumniaco, Compniacum en 1270, Compnhac en 1350,.
L'origine du nom de Cognac remonterait à un personnage gallo-romain Connius, dérivé de Connus, nom gaulois, auquel est apposé le suffixe -acum, ce qui correspondrait au « domaine de Connius »,
La limite des noms en -ac (dans le Sud de la France) et des noms en -é, -ay ou -y (dans le Nord), qui traverse la France d'ouest en est, passe entre Cognac et Saint-Jean-d'Angély et traverse le nord-ouest du département de la Charente entre Rouillac/Montigné et Bernac/Londigny.
Pendant la Révolution, la commune de Saint-Martin-de-Cognac s'est appelée provisoirement Martin-Charente,.
Son nom saintongeais est "Cougnat" [kunja:].

## Histoire

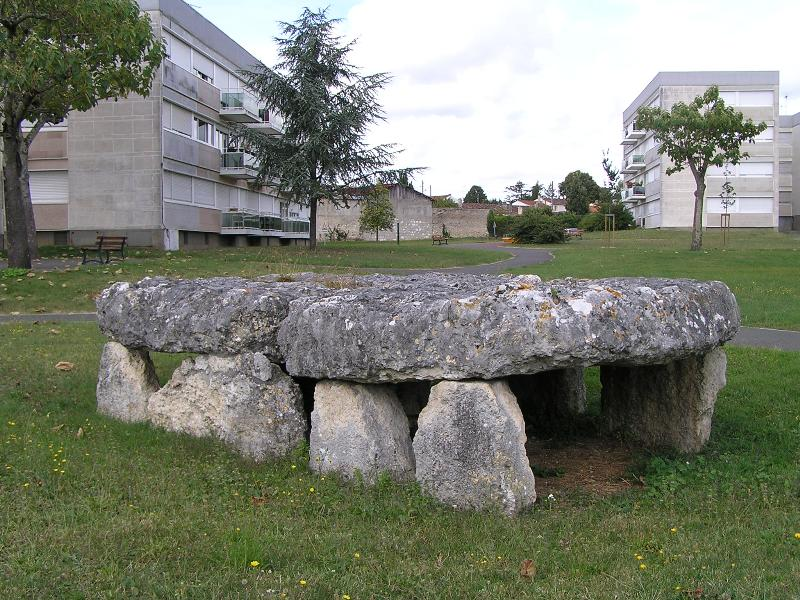
Dolmen de la Cité du Dolmen à Cognac

### Préhistoire
Le territoire de la commune est habité depuis le Paléolithique, de nombreuses preuves diffuses en attestent. Au Néolithique plusieurs communautés ont laissé leurs traces à Crouin, Saint-Martin et La Trache. Le dolmen de Séchebec est situé en pleine ville, dans la Cité du Dolmen.

### Antiquité
Les origines du nom de Cognac ne sont pas entièrement connues. Cependant, pour essayer de les comprendre voici un certain nombre de mentions de la ville sur des cartes dans le passé :
Une mention de "Commiaco" vers 1075-1101 (Cart. égl. Ang.) ; de "Conniaco" vers 1080, de "Cumniaco" (Cart. St-J.-d'Ang.); "Comprniacum" 1270 (Cart. Barb.).
En fait, "Conniacum" viendrait du nom d'un domaine ayant appartenu dans l'antiquité à une famille nommée "Connius" (nom de famille latin dérivé du gaulois "Connus").
Il pourrait aussi s'agir du site Condate sur l'ancienne voie romaine du chemin Boisné reliant Saintes à Périgueux (inscrit sur la table de Peutinger). Cette interprétation a été mise en doute par certains qui placeraient plus volontiers ce Condate sur le site de Merpins ou de Crouin. Le nom de Cognac, située au confluent de la Charente et de l’Antenne, pourrait cependant correspondre (Condate est un toponyme celtique - gaulois - pour désigner une confluence).
Les sites gallo-romains sont nombreux sur la commune. Sur la rive gauche, la villa de Chatenay comporte en bord de fleuve l'aménagement d'un quai . Et il subsiste de très nombreux signes d'occupation sur toute la ville de Cognac, le long du canal Jean-Simon et près de la fontaine Saint-Martin. Sur la rive droite, un habitat romain était édifié à la confluence de la Charente et de l'Antenne. Mais la villa de la Haute-Sarrasine, d'une longueur de plus de 80 m, et exploitée du IIe siècle au IIIe siècle, a fourni les vestiges les plus importants. Ils témoignent d'une importante activité qui reste un mystère : la dizaine de bassins laissent le choix entre activité agricole, viticole et/ou artisanale.

### Moyen Âge
Au faubourg Saint-Martin, des traces attestent de l'existence d'un petit village mérovingien puis carolingien autour d'une fontaine votive qui sera transformée en chapelle au IVe siècle, probablement par l'évêque saint Martin de Tours. La nécropole proche de l'église Saint-Martin a été utilisée du VIIe au XVIIIe siècle et a longtemps été la plus grande nécropole de la région.
Vers l'an 1000, Itier et Arnaud de Villebois s'installent sur le futur site de Cognac pour fonder leur dynastie et y construisent un petit castrum en bois. En 1016, ce sont les bénédictins qui s'installent sur les hauteurs pour édifier leur prieuré et l'église Saint-Léger. Un petit bourg se forme alors autour du castrum et de ce prieuré.
Vers 1200, la seigneurie de Cognac passe sous la domination de la maison d'Angleterre. En effet, Philip Fitzroy ou de Falconbridge (1180-1211), bâtard du roi d'Angleterre Richard Cœur de Lion, épouse Amélie, héritière de Cognac. C'est aussi à cette période que le château est reconstruit en pierre et qu'une première fortification encercle le bourg en devenir.
Au cours du Moyen Âge, Cognac se trouvait sur un itinéraire secondaire est-ouest fréquenté par les pèlerins au sanctuaire de Saint-Jacques-de-Compostelle et aux reliques de saint Eutrope à Saintes depuis le Limousin et le Périgord, itinéraire longeant de la Charente par Angoulême. Une « aumônerie Saint-Jacques » était construite à la place de l'actuelle église Saint-Jacques,.
Au XIVe siècle, Philippe le Bel rattache la seigneurie de Cognac à la couronne de France.
Pendant la guerre de Cent Ans, au gré des batailles et des traités, elle changera souvent de suzerain. Ce n'est qu'en 1448 que la ville est définitivement reprise aux Anglais, par le Duc François Ier de Bretagne.

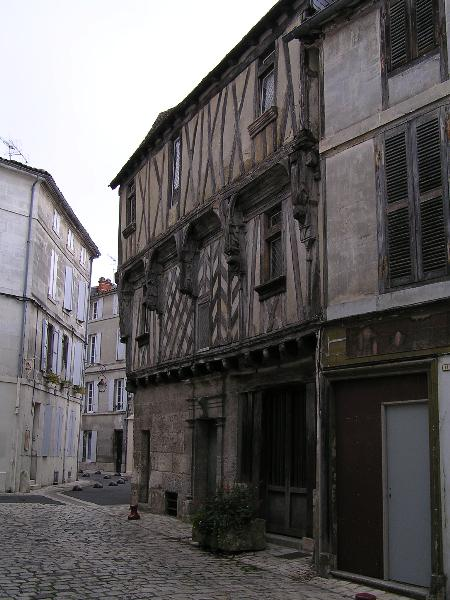
Maison du vieux Cognac
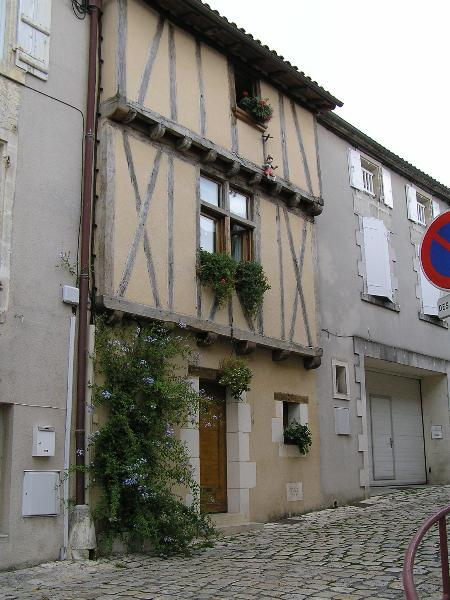
Maison du vieux Cognac
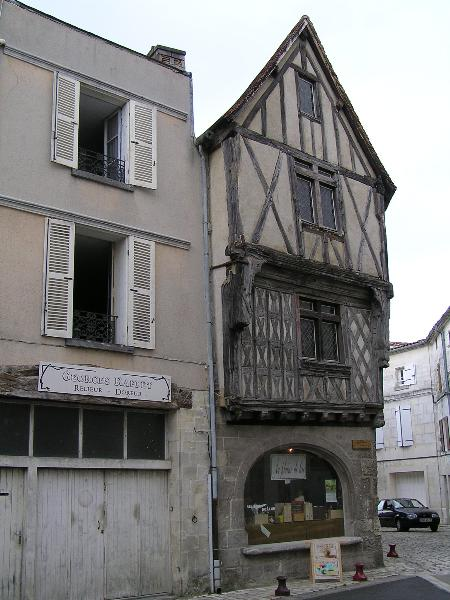
Maison du vieux Cognac
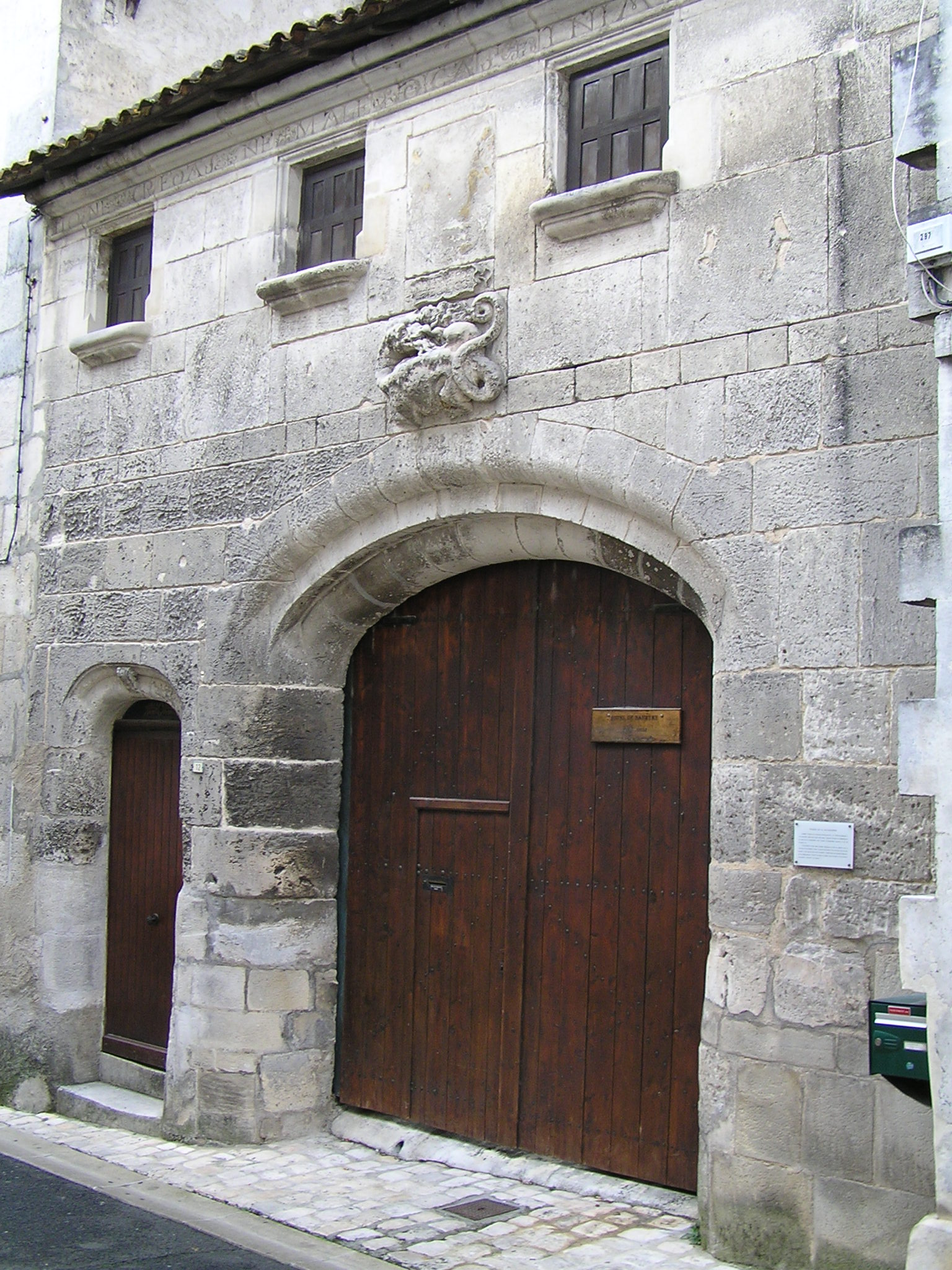
Sculpture d'une salamandre au-dessus d'un porche

### Période moderne
Le futur roi de France François Ier voit le jour à Cognac en 1494 .Sa mère Louise de Savoie séjourne alors au château des Valois. Plus tard, le souverain accordera à la ville le privilège du commerce de sel par la rivière, assurant à Cognac un premier développement.
La ville a été administrée par des gouverneurs dont les premiers furent Jean de Brémond de Balanzac de 1504 à 1514 puis Jacques Chesnel. La révolte des pitauds atteint Cognac en 1548. Quelques années avant, en 1541, la gabelle avait été imposée à la Saintonge et à l’Angoumois. Ces deux provinces étaient auparavant exemptées de cet impôt sur le sel. La révolte gronde puis éclate près d’Angoulême, et Cognac finit par être prise par les révoltés pendant l’été. Les gouverneurs suivant seront Pierre de Montalembert en 1557 et Duch d'Asnières mis en place par les protestants en 1562. Il est à souligner que Calvin avait trouvé refuge à Angoulême en 1553. Sa présence dans la région facilitera très tôt la propagation de la Réforme à Cognac.
Lors de la première des guerres de religion, la ville prend les armes : elle est reconquise en 1563 par Montpensier. En 1565, Charles IX y passera lors de son tour de France royal (1564-1566), accompagné de la Cour. En 1570, la paix de Saint-Germain, signée entre le roi Charles IX et l’amiral Gaspard II de Coligny, octroie aux Protestants quatre places fortes : La Rochelle, Cognac, Montauban et La Charité-sur-Loire.

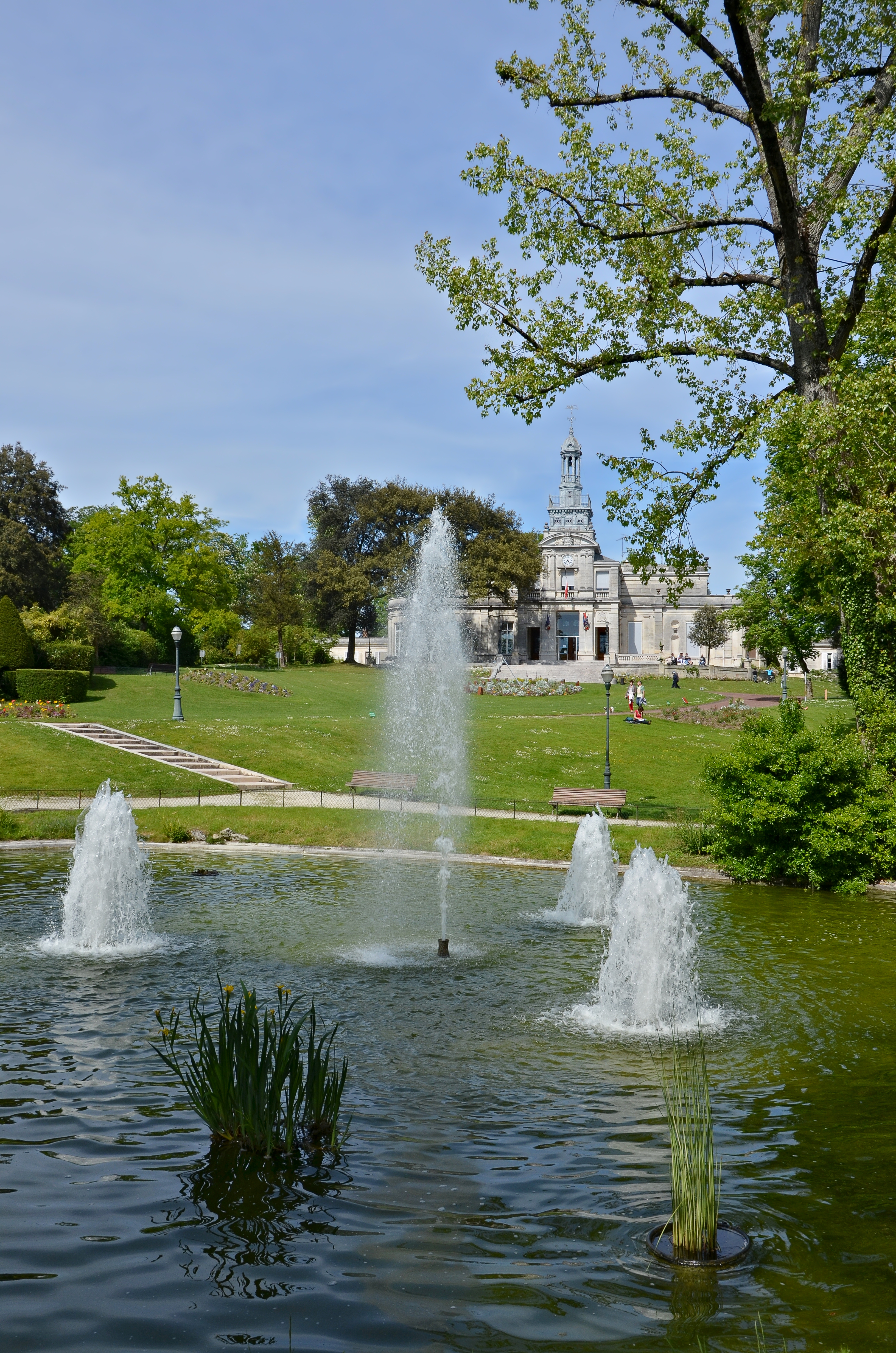
L'hôtel de ville vu depuis le jardin

En 1610, un certain Jacques Roux fait commerce d'une eau-de-vie qui semble être l'origine du cognac actuel.
En 1651, a lieu le siège de Cognac pendant la Fronde menée par Condé, la ville sera sauvée tardivement par l'arrivée des troupes royales. En récompense elle reçoit des privilèges du roi Louis XIV.

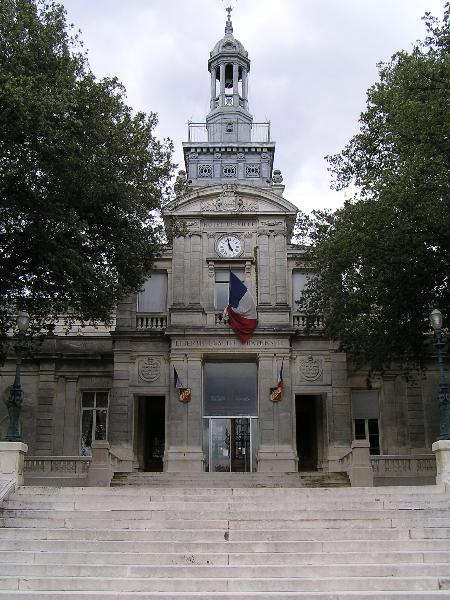
Hôtel de ville de Cognac, façade sud

Au début du XVIIIe siècle, Cognac se modernise progressivement. Les remparts de la ville sont alors à l'abandon et deviennent par endroits des jardins de chanvre ou de simples promenades. Ils ne disparaitront complètement qu'en 1845. La ville connaît à nouveau des mouvements de révolte en 1718 quand le marquis d’Argenson choisit l’élection de Cognac pour expérimenter la dîme royale, impôt prévu pour être payé par tous, y compris par ceux bénéficiant de privilèges. Même si le projet est très favorablement accueilli dans la campagne environnante, ces derniers, qui refusent d'être imposés, réussissent à obtenir le ralliement des habitants de la ville mettant un terme à cette tentative d'introduction d'un peu d’égalité fiscale.
À l'époque, quelques familles anglaises s'installent à Cognac et dans sa région, pour y développer le commerce d'eaux-de-vie : Jean Martell (1720), Rémy-Martin (1724), Thomas Hine (1763) à Jarnac, Richard Hennessy (1765) à côté de familles locales comme Augier et Delamain à Jarnac.
Parmi les trois députés du tiers-état pour le district aux États Généraux figure Étienne Augier, « protestant ».
Avant le rachat des Hôtels particuliers des familles Dupuy d’Angeac et Otard, acquis successivement en 1889 et 1921 par la Mairie pour son installation actuelle et celle du Musée, cette dernière avait été auparavant située, tout comme la sous-préfecture, dans l'ancien couvent des Récollets. De l'an VII à l'an XII messieurs Sarrazin, Caminade et Robin ont été à la tête de la municipalité.

### Période contemporaine
En 1800, Cognac devient chef-lieu d'un des quatre districts de la Charente ; puis sous-préfecture du département en 1818.
C'est en 1839 que Cognac peut réellement commencer à se développer avec le projet de la route nationale (RN141) qui passera en longeant l'ancien rempart nord pour éviter le centre devenu inaccessible aux véhicules modernes ; le pont sera reconstruit quelques centaines de mètres en aval pour prolonger cette route. Les travaux débutent en 1848; le pont neuf sera inauguré en 1850.
.

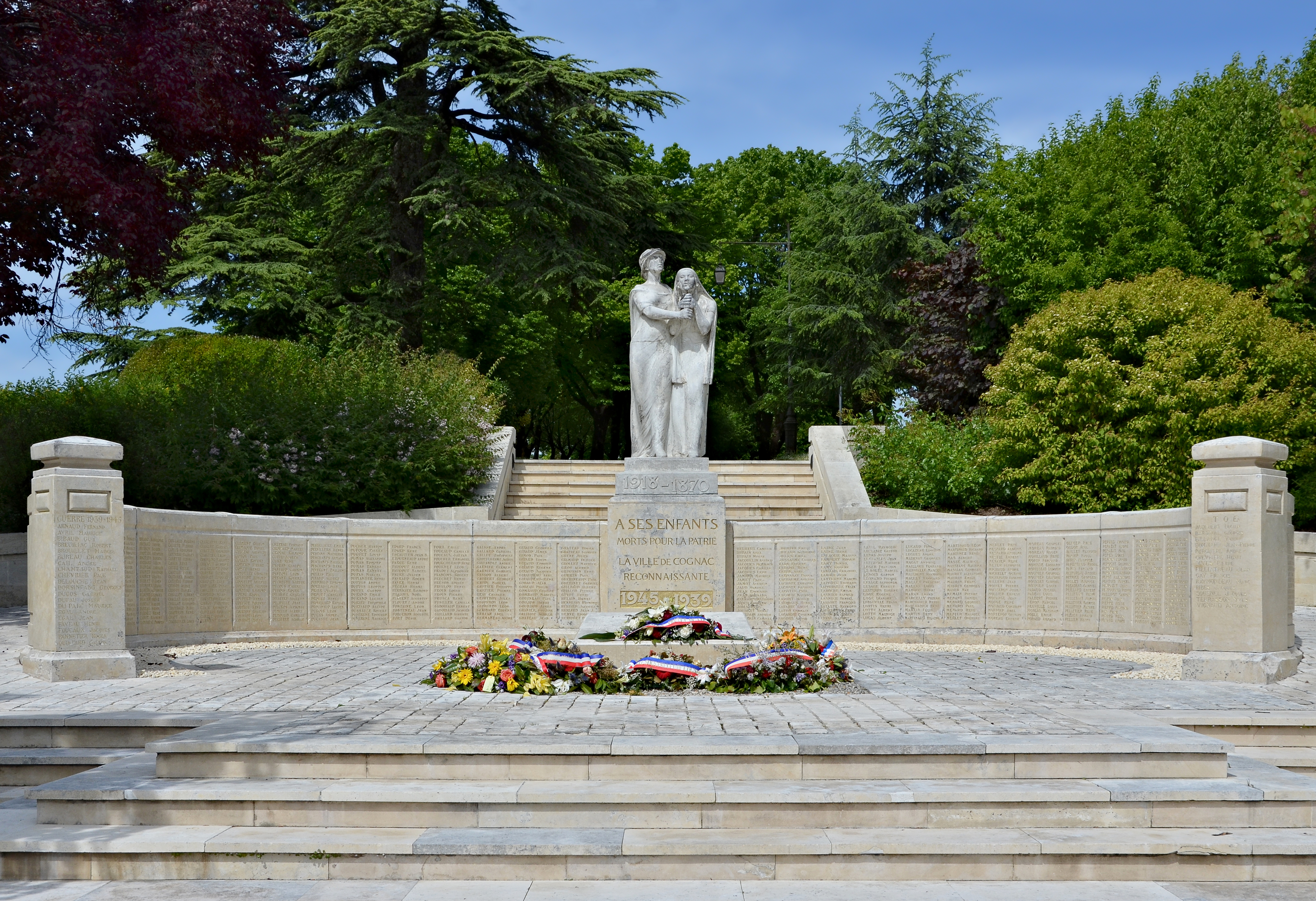
Le monument aux morts avec la statue d'Albert Bartholomé

En 1847, les communes locales environnantes sont réorganisées : Cognac s'agrandit en absorbant une partie de la commune de Saint-Martin et les faubourgs de Saint-Lazare (Maladrerie), Saint-Antoine ainsi que le village de Cagouillet. En 1867, Cognac absorbe les communes de Crouin et le reste de celle de Saint-Martin.
En 1870, la campagne cognaçaise est frappée de plein fouet par le phylloxéra qui détruit une grande partie du vignoble. Étonnamment, c'est ce qui va permettre aux négociants de la ville de se développer. Petit à petit ceux-ci, grâce à leurs assises financières, vont incorporer la distillation et l'assemblage pour devenir producteurs en achetant désormais les récoltes de vins et non plus l'eau-de-vie. C'est en 1891 que le nom cognac apparaît comme appellation pour les eaux-de-vie locales.
Le commerce du cognac repart et permet la croissance de la ville. En 1878, Claude Boucher s'installe à Cognac pour y fonder une verrerie de bouteilles et invente en 1898 une machine à souffler le verre. La verrerie Claude Boucher est absorbée en 1962 par la société Saint-Gobain.
Les groupes familiaux du Cognac se transforment petit à petit, en s'alliant à d'autres sociétés ou avec des groupes de spiritueux internationaux, c'est le début de la séparation économique entre la ville et son produit. En 1971 JAs Hennessy s'allie avec Moët & Chandon, puis en 1987 fonde le groupe LVMH.

### Évènements récents
En 1982, une crue centennale frappe le fleuve Charente qui atteint la côte record de 8,45 m à Cognac. L'inondation frappe les esprits et dure presque 2 semaines.
La tempête de fin 1999 frappe Cognac, comme toute la région et détruit une grande partie des arbres et aménagements du parc François-Ier et du jardin public. Le parc grâce au travail de la municipalité, des entreprises et des associations locales, retrouve petit à petit son attrait.
En 2004 inauguration d'un nouveau musée, le Musée des Savoir-Faire du cognac ou M'CO.
Le 28 juillet 2007, la ville a accueilli la 19e étape du Tour de France, une étape contre-la-montre entre Cognac et Angoulême.
Après un an de préparation, la ville a obtenu le 6 janvier 2012 le label (attribué par le Ministère français de la culture) « Ville d'art et d'histoire ».

## Politique et administration

### Tendances politiques et résultats

#### Récapitulatif de résultats électoraux récents
| Scrutin             | 1er tour | 1er tour | 1er tour | 1er tour | 1er tour | 1er tour | 1er tour | 1er tour | 1er tour | 1er tour | 1er tour | 1er tour | 2d tour     | 2d tour     | 2d tour     | 2d tour     | 2d tour     | 2d tour     | 2d tour     | 2d tour     | 2d tour     |
| Scrutin             | 1er      | 1er      | %        | 2e       | 2e       | %        | 3e       | 3e       | %        | 4e       | 4e       | %        | 1er         | 1er         | %           | 2e          | 2e          | %           | 3e          | 3e          | %           |
| ------------------- | -------- | -------- | -------- | -------- | -------- | -------- | -------- | -------- | -------- | -------- | -------- | -------- | ----------- | ----------- | ----------- | ----------- | ----------- | ----------- | ----------- | ----------- | ----------- |
| Municipales 2014    |          | PS       | 42,74    |          | DVD      | 33,49    |          | FN       | 16,39    |          | FG       | 7,36     |             | PS          | 49,76       |             | DVD         | 36,33       |             | FN          | 13,90       |
| Européennes 2014    |          | UMP      | 23,35    |          | FN       | 20,46    |          | PS       | 18,61    |          | UDI      | 10,71    | Tour unique | Tour unique | Tour unique | Tour unique | Tour unique | Tour unique | Tour unique | Tour unique | Tour unique |
| Régionales 2015     |          | LR       | 33,08    |          | PS       | 25,61    |          | FN       | 21,79    |          | EELV     | 6,51     |             | LR          | 40,58       |             | PS          | 39,40       |             | FN          | 20,02       |
| Présidentielle 2017 |          | EM       | 26,28    |          | LR       | 21,15    |          | LFI      | 19,82    |          | FN       | 17,56    |             | EM          | 70,47       |             | FN          | 29,53       | Pas de 3e   | Pas de 3e   | Pas de 3e   |
| Législatives 2017   |          | LREM     | 38,09    |          | LR       | 15,19    |          | LFI      | 12,47    |          | PS       | 12,05    |             | LREM        | 61,61       |             | LR          | 38,39       | Pas de 3e   | Pas de 3e   | Pas de 3e   |
| Européennes 2019    |          | LREM     | 24,40    |          | RN       | 21,08    |          | EELV     | 14,08    |          | LR       | 10,08    | Tour unique | Tour unique | Tour unique | Tour unique | Tour unique | Tour unique | Tour unique | Tour unique | Tour unique |

### Politique de développement durable
La ville a engagé une politique de développement durable en lançant une démarche d'Agenda 21 en 2008.

### Politique environnementale
Dans son palmarès 2024, le Conseil national de villes et villages fleuris de France a attribué quatre fleurs à la commune.

### Cantons
Cognac est depuis 2014 le bureau centralisateur des cantons de Cognac-1 et de Cognac-2.

### Intercommunalité
Cognac est le siège de la communauté d'agglomération du Grand Cognac, qui regroupe 58 communes.

### Réseau Charente-Océan
Le réseau de villes Charente-Océan lie les municipalités de Cognac en Charente et celle de Saintes en Charente-Maritime. Cette collaboration des deux villes distantes de seulement 25 kilomètres et reliées par le fleuve Charente, confrontées à des problématiques communes (centres anciens en voie d’abandon, petite taille entravant le développement), est destinée à utiliser les synergies entre ces villes de taille comparable. Le réseau agit dans le domaine de la culture. Après quelques années de sommeil (1999-2010), le réseau a été relancé,.

### Fiscalité
La fiscalité est d'un taux de 19,10 % sur le bâti, 58,75 % sur le non bâti, et 8,14 % pour la taxe d'habitation (2007).
La Communauté de communes de Cognac prélève 12,14 % de taxe professionnelle.

## Démographie

### Classement démographique
Par sa population, Cognac est la deuxième ville de la Charente avec 18 557 habitants au 1er janvier 2010, après Angoulême.
En 2009, l’unité urbaine qui comprend six communes regroupe 26 200 habitants, et son aire urbaine, qui inclut 35 communes périurbaines situées dans la zone d’influence forte de la ville, rassemble 42 000 habitants.
Ces différentes données font de Cognac la deuxième agglomération urbaine de la Charente ainsi que la deuxième aire urbaine du département, après Angoulême.
Au niveau régional, elle occupait avant 2016 la huitième place régionale concernant la ville intra-muros, la neuvième place au plan de son agglomération urbaine et le huitième rang des aires urbaines picto-charentaises.

### Évolution démographique
En 2010, Cognac compte 18 557 habitants ;  elle occupe donc le 2e au niveau départemental sur 404 communes.
L'évolution du nombre d'habitants est connue à travers les recensements de la population effectués à Cognac depuis 1793.
Au début du XXIe siècle, les modalités de recensement ont été modifiées par loi du 27 février 2002, dite loi de démocratie de proximité, afin de permettre, après une période transitoire courant de 2004 à 2008, la publication annuelle de la population légale des différentes circonscriptions administratives françaises.
L'évolution du nombre d'habitants est connue à travers les recensements de la population effectués dans la commune depuis 1793. Pour les communes de plus de 10 000 habitants les recensements ont lieu chaque année à la suite d'une enquête par sondage auprès d'un échantillon d'adresses représentant 8 % de leurs logements, contrairement aux autres communes qui ont un recensement réel tous les cinq ans,.

En 2022, la commune comptait 18 466 habitants, en évolution de −1,26 % par rapport à 2016 (Charente : −0,48 %, France hors Mayotte : +2,11 %).
| 1793  | 1800  | 1806  | 1821  | 1831  | 1841  | 1846  | 1851  | 1856  |
| ----- | ----- | ----- | ----- | ----- | ----- | ----- | ----- | ----- |
| 2 846 | 2 827 | 3 134 | 2 947 | 3 409 | 4 118 | 4 947 | 5 835 | 7 085 |

| 1861  | 1866  | 1872   | 1876   | 1881   | 1886   | 1891   | 1896   | 1901   |
| ----- | ----- | ------ | ------ | ------ | ------ | ------ | ------ | ------ |
| 8 167 | 9 412 | 13 677 | 14 900 | 14 087 | 15 200 | 17 392 | 20 228 | 19 483 |

| 1906   | 1911   | 1921   | 1926   | 1931   | 1936   | 1946   | 1954   | 1962   |
| ------ | ------ | ------ | ------ | ------ | ------ | ------ | ------ | ------ |
| 19 469 | 19 188 | 18 876 | 17 452 | 17 404 | 16 305 | 17 479 | 19 026 | 20 798 |

| 1968   | 1975   | 1982   | 1990   | 1999   | 2006   | 2011   | 2016   | 2021   |
| ------ | ------ | ------ | ------ | ------ | ------ | ------ | ------ | ------ |
| 22 062 | 22 237 | 20 660 | 19 528 | 19 534 | 19 409 | 18 611 | 18 702 | 18 448 |

| 2022   | - | - | - | - | - | - | - | - |
| ------ | - | - | - | - | - | - | - | - |
| 18 466 | - | - | - | - | - | - | - | - |

### Pyramide des âges
La population de la commune est relativement jeune.
En 2018, le taux de personnes d'un âge inférieur à 30 ans s'élève à 33,6 %, soit au-dessus de la moyenne départementale (30,2 %). À l'inverse, le taux de personnes d'âge supérieur à 60 ans est de 29,1 % la même année, alors qu'il est de 32,3 % au niveau départemental.
En 2018, la commune comptait 8 716 hommes pour 9 912 femmes, soit un taux de 53,21 % de femmes, légèrement supérieur au taux départemental (51,59 %).
Les pyramides des âges de la commune et du département s'établissent comme suit.
| Hommes | Classe d’âge | Femmes |
| ------ | ------------ | ------ |
| 1,0    | 90 ou +      | 2,6    |
| 7,6    | 75-89 ans    | 11,9   |
| 15,8   | 60-74 ans    | 18,6   |
| 21,2   | 45-59 ans    | 19,7   |
| 17,6   | 30-44 ans    | 16,4   |
| 20,0   | 15-29 ans    | 16,5   |
| 16,8   | 0-14 ans     | 14,2   |

| Hommes | Classe d’âge | Femmes |
| ------ | ------------ | ------ |
| 1      | 90 ou +      | 2,7    |
| 9,2    | 75-89 ans    | 12     |
| 20,6   | 60-74 ans    | 21,3   |
| 20,7   | 45-59 ans    | 20,3   |
| 16,8   | 30-44 ans    | 16     |
| 15,6   | 15-29 ans    | 13,4   |
| 16,1   | 0-14 ans     | 14,3   |

### Remarques
En 1791, Cognac comptait 3259 habitants, Crouin 250 et Saint-Martin 537 soit un total de 4046 pour ce qui recouvre la commune actuelle.
En effet jusqu'en 1867, Crouin est une commune de 866 habitants, absorbée par Cognac.
Saint-Martin (qui avait absorbé Châteaubernard) est une autre commune, de 2556 habitants, dont 872 habitants recréent Châteaubernard et 1684 deviennent Cognaçais.

## Économie
Le cognac : la ville a donné son nom à une eau-de-vie de renommée internationale qui doit être exclusivement produite sur certains terroirs autour de Cognac tout en respectant des normes et des règles de production très précises. Le cognac est une appellation d'origine contrôlée.
La commune de Cognac est elle-même en Grande Champagne, premier cru classé du cognac, et dans les Borderies.

### Les maisons de négoce
Les cinq plus grandes maisons de cognac présentes dans la ville sont : Hennessy, Martell, Rémy-Martin, Camus et Otard. Il existe cependant de nombreuses autres Maisons plus petites dont certaines sont restées familiales.
Les chais de vieillissement ont aujourd'hui, presque tous, quitté le centre ville pour des raisons évidentes de sécurité (explosions et incendies). Il reste toutefois encore le site industriel Martell (Seveso) sur les rives de la Charente à proximité de la vieille ville.
Dans la région de Cognac, l'activité économique reste centrée sur le cognac et ses fournitures connexes.

### Industrie

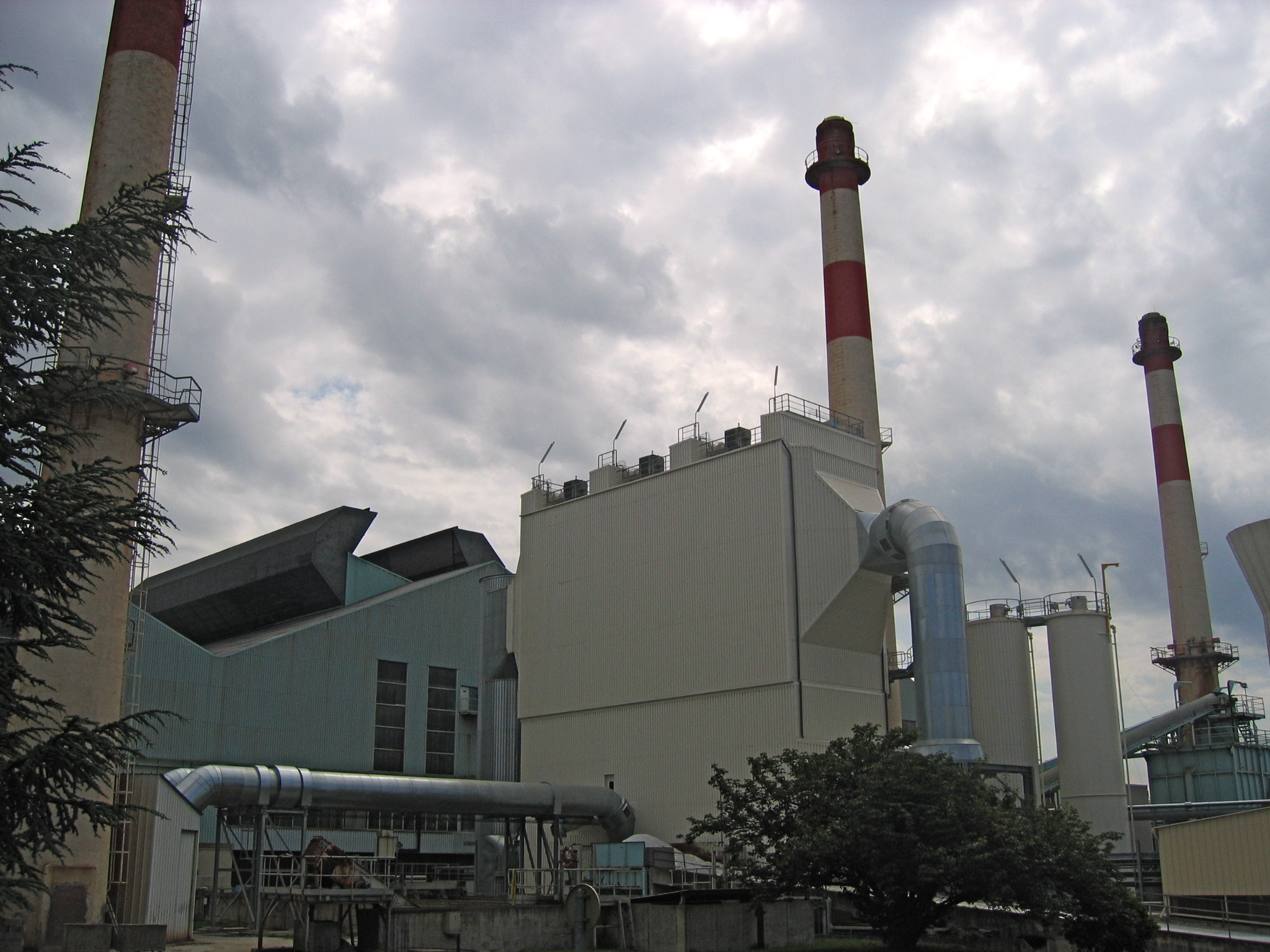
La verrerie Saint-Gobain.

Parmi les industries qui gravitent autour du cognac on peut citer :
- des entreprises de fabrication et de ventes de machines agricoles, d'embouteillage, d'étiquetage, de chaînes de conditionnement ;
- des entreprises de service aux exploitations agricoles, de distribution de produits phytosanitaires et de fournitures pour chais ;
- des entreprises de fabrication d'alambic et de cuves ;
- la tonnellerie ;
- la verrerie : une usine de fabrication de bouteilles et de flacons du groupe Verallia est installée à la limite de Cognac, sur Châteaubernard ;
- à 7 km, Saint-Gobain fabrique des plaques de plâtre et des matériaux pour la réhabilitation et l'habitat neuf à la Société Placoplatre ;
- le travail du liège pour les bouchons ;
- des entreprises de fabrication des capsules ;
- l'imprimerie pour les étiquettes et les documentations publicitaires ;
- la cartonnerie et la fabrication d'emballages ;
- des entreprises de transport.

Pour limiter les effets des crises sur le cognac, les viticulteurs développent, outre le pineau des Charentes, une ligne de vin de pays charentais nécessitant des cépages et des méthodes adaptées totalement différentes de celles applicables aux vins destinés à la distillation.
Un autre employeur important de l'agglomération est l'armée de l'air ; à Châteaubernard est située la base aérienne 709 de Cognac qui accueille l'école de pilotage de l'armée de l'air. Les élèves pilotes volent principalement sur des Pilatus PC-21 et Grob 120.
Cognac est le siège de la Chambre de commerce et d'industrie de Cognac.

#### Baudoinia compniacensis
La ville de Cognac, ainsi que toute la région cognaçaise, est caractérisée par la couleur noire de certains murs, quartiers ainsi que certains arbres. Cette couleur noire est due à un champignon microscopique, Baudoinia compniacensis qui se développe à proximité des vapeurs d'eau-de-vie. On appelle ce champignon, le champignon de la part des anges. L'épithète « compniacensis » signifie « de Compniac », « Compniac », étant un ancien nom de Cognac.

## Culture locale et patrimoine

### Culture
- Le Musée d'art et d'histoire, dans le jardin public de Cognac
- Le Musée des savoir-faire du cognac (M'CO).
- La bibliothèque municipale qui jouxte l'église Saint-Léger. La bibliothèque fondée à la Révolution avec les livres confisqués aux religieux a été transportée à Angoulême et ce n'est qu'à la fin du XIXe siècle grâce à Émile Albert ses travaux et sa donation que Cognac a retrouvé une bibliothèque et un fonds remarquables.
- Le conservatoire de musique et d’art dramatique.
- Les festivals et soirées culturelles proposés par l'Avant-scène, West Rock, Blues Passion...
- L'Institut d'histoire et d'archéologie de Cognac et du Cognaçais dans l'ancien couvent des récollets.

### Manifestations

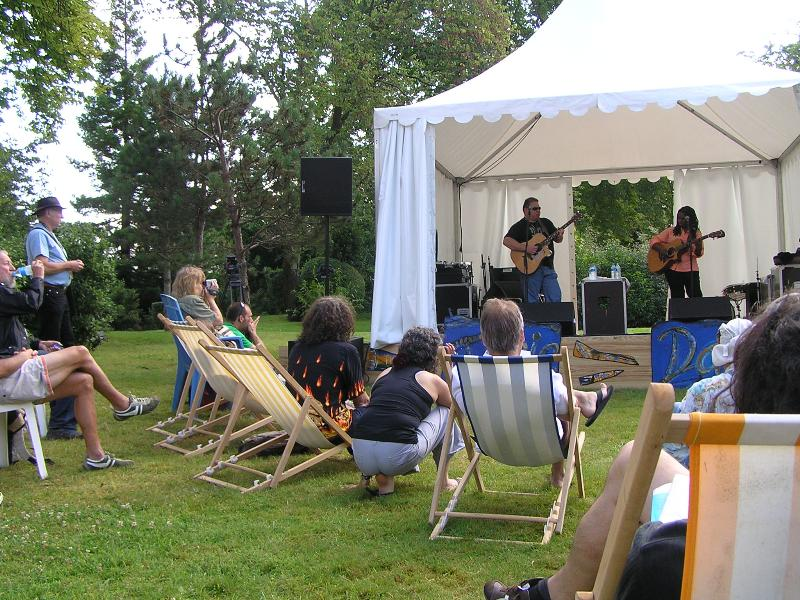
Blues passions 2007 Ruthie Foster.

- Festival Blues Passions de Cognac, 1re semaine de juillet[69]
- Coup de chauffe, festival des arts de la rue, 1er week-end de septembre
- Fête du cognac, fin juillet[70]
- Depuis 2011, Festival Polar de Cognac et Cérémonies des POLAR - Bande dessinée, cinéma, littérature, télévision et théâtre - 3e week-end d'octobre[71]
- Floralies de Cognac, marché aux fleurs
- Littératures européennes Cognac, manifestation littéraire annuelle

### Patrimoine civil et religieux

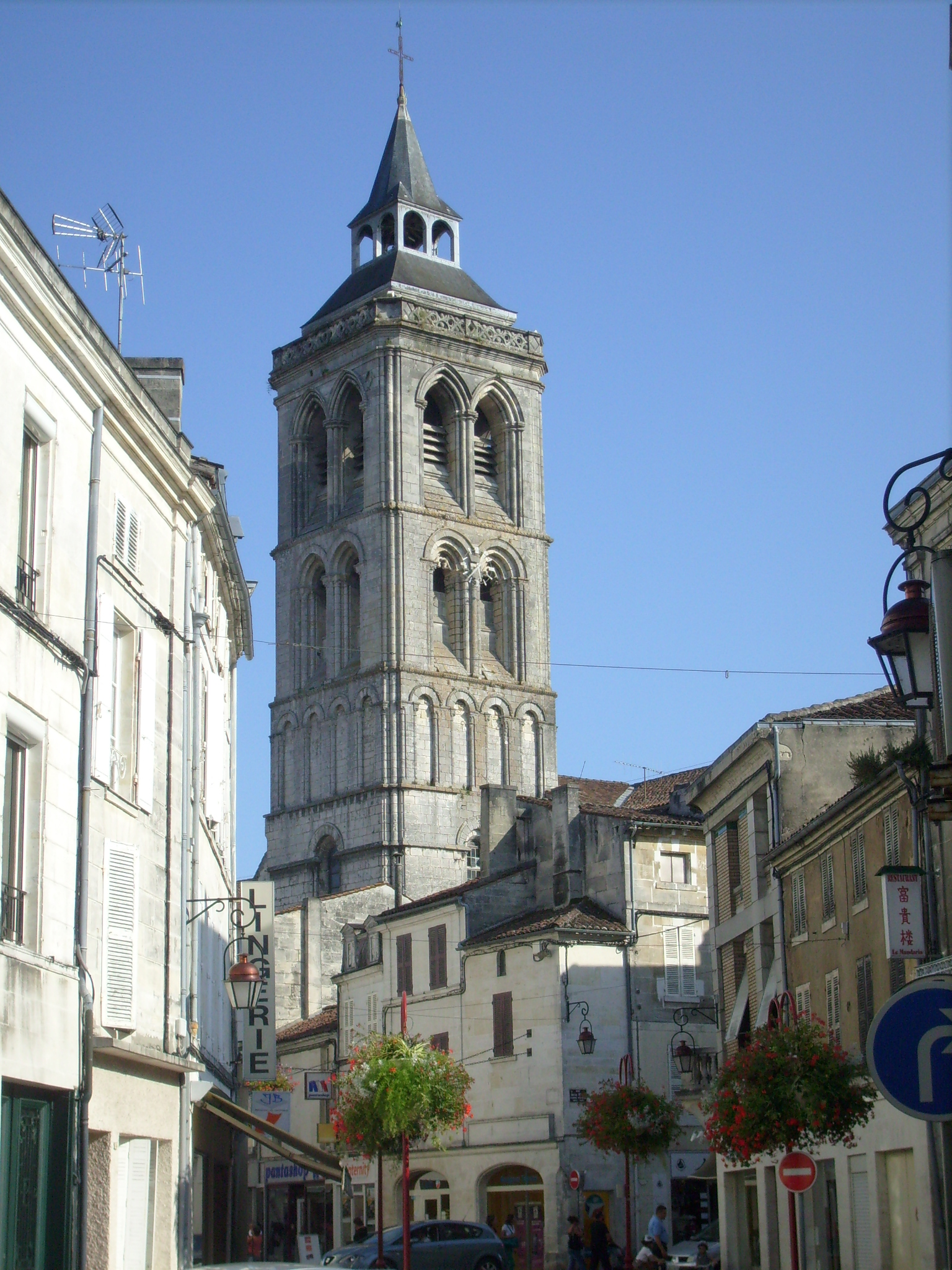
Église Saint-Léger.

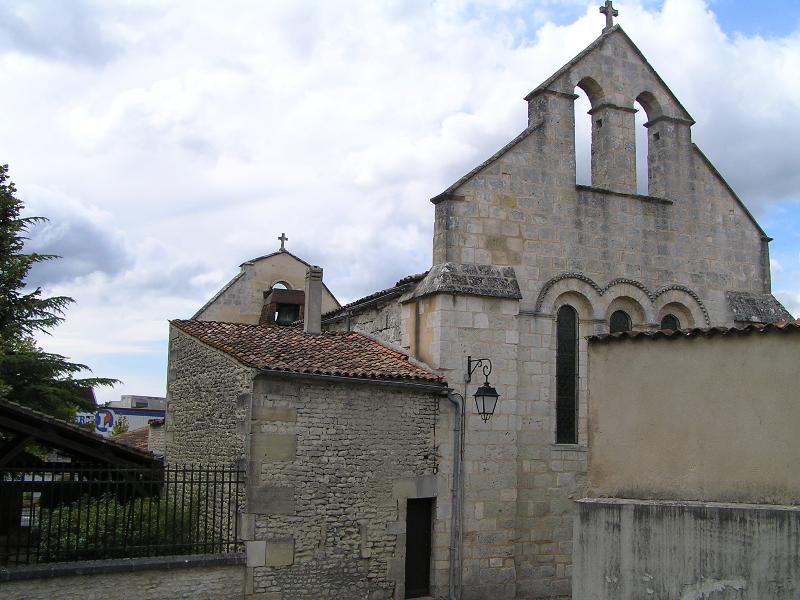
Église Saint-Martin.

### Le vieux Cognac
La partie médiévale de la ville appelée vieux Cognac s'étend des tours Saint-Jacques à l'église Saint-Léger. Dans ce quartier, proche du château des Valois, le long de ruelles pavées, s'alignent des maisons et hôtels particuliers du XVe au XVIIIe siècle avec des sculptures de salamandre (symbole de François Ier), des gargouilles, des façades richement décorées et des maisons à colombage.

#### Château de Cognac
C'est au château de Cognac que naquit le roi François Ier en 1494. L'ancienne demeure construite par Guy de Lusignan, comte d'Angoulême, au XIIIe siècle avait été détruite lors de la guerre de Cent Ans. Le grand-père de François Ier, le bon comte Jean, édifia le nouveau château au milieu du XVe siècle, qui fut achevé par son fils Charles et sa femme Louise de Savoie, et dont il reste la tour du Gouverneur et une salle voûtée en ogive. Depuis la fin du XVIIIe siècle, le château qui était l'apanage du comte d'Artois est devenu le siège de la société de cognac Otard.

#### Tours Saint-Jacques
Situées en bordure de la Charente.

#### Prieuré Saint-Léger
Bibliothèque municipale.

#### Couvent des Récollets
Centre culturel et social de la ville de Cognac.

### Autres lieux et monuments
- Dans le quartier Saint-Martin (ancienne commune fusionnée avec Cognac en 1867[73]), l'église Saint-Martin du XIIe siècle[74], les vestiges d'une nécropole mérovingienne remontant au VIIe siècle[75] et le lavoir datant des années 1880[76].
- En rive droite de la Charente, dans le quartier de Crouin (ancienne commune partagée en 1867 entre Cherves-Richemont et Cognac[77]), se trouvent la modeste église Sainte-Marie-Madeleine du XIIe siècle, remaniée aux XVIIe et XIXe siècles, le pigeonnier de la Métairie et l'écluse de Crouin sur le canal Jean-Simon[78],[79].
- Les logis et les châteaux sont nombreux à Cognac : Châtenay sur un site antique qui, après avoir été métairie du château de Cognac est devenu château au XVIIIe siècle, très modifié depuis.
- Le marché couvert a été construit vers 1858.
- Le temple protestant de Cognac a été inauguré en 1840[80].

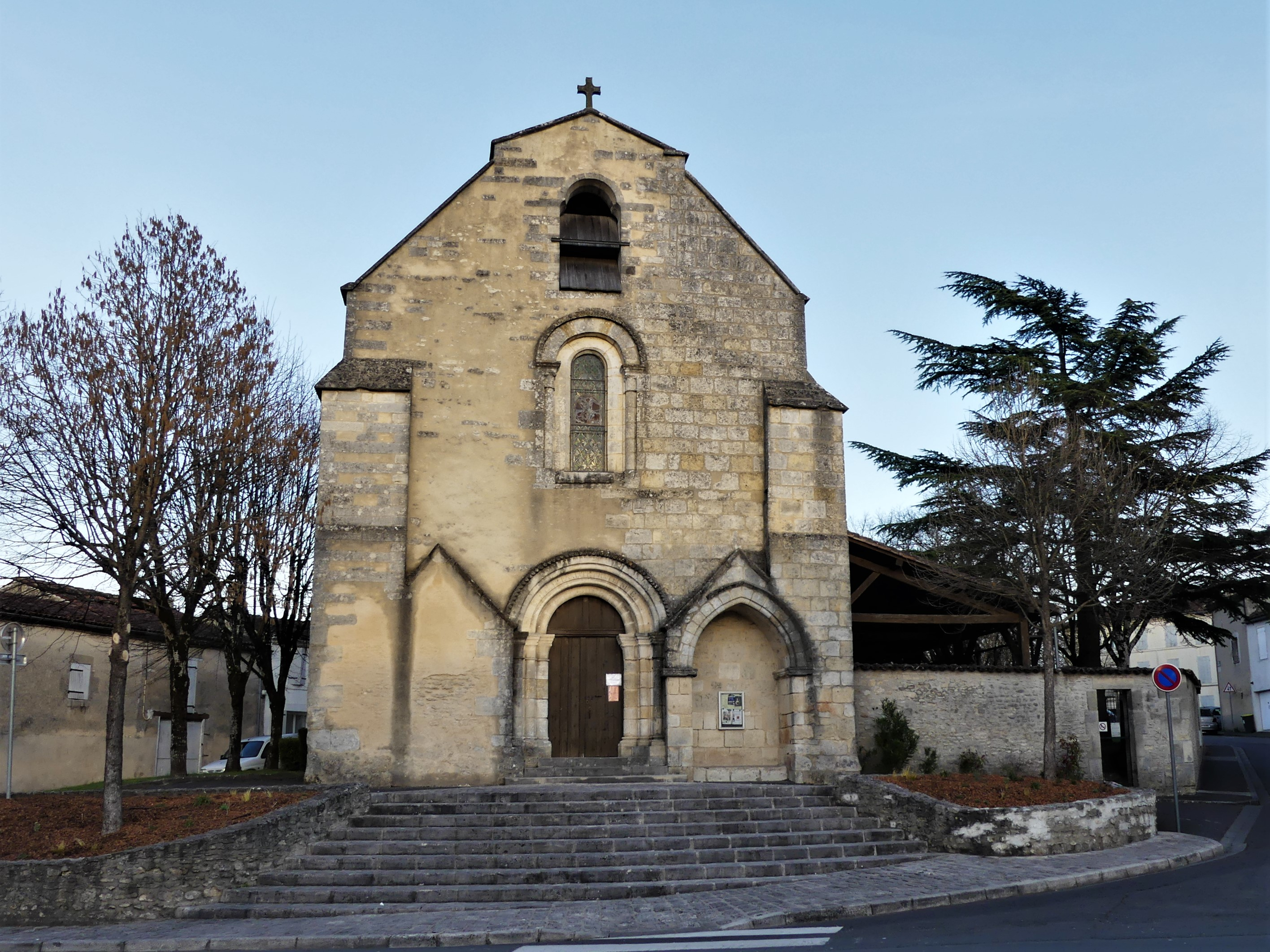
L'église Saint-Martin.
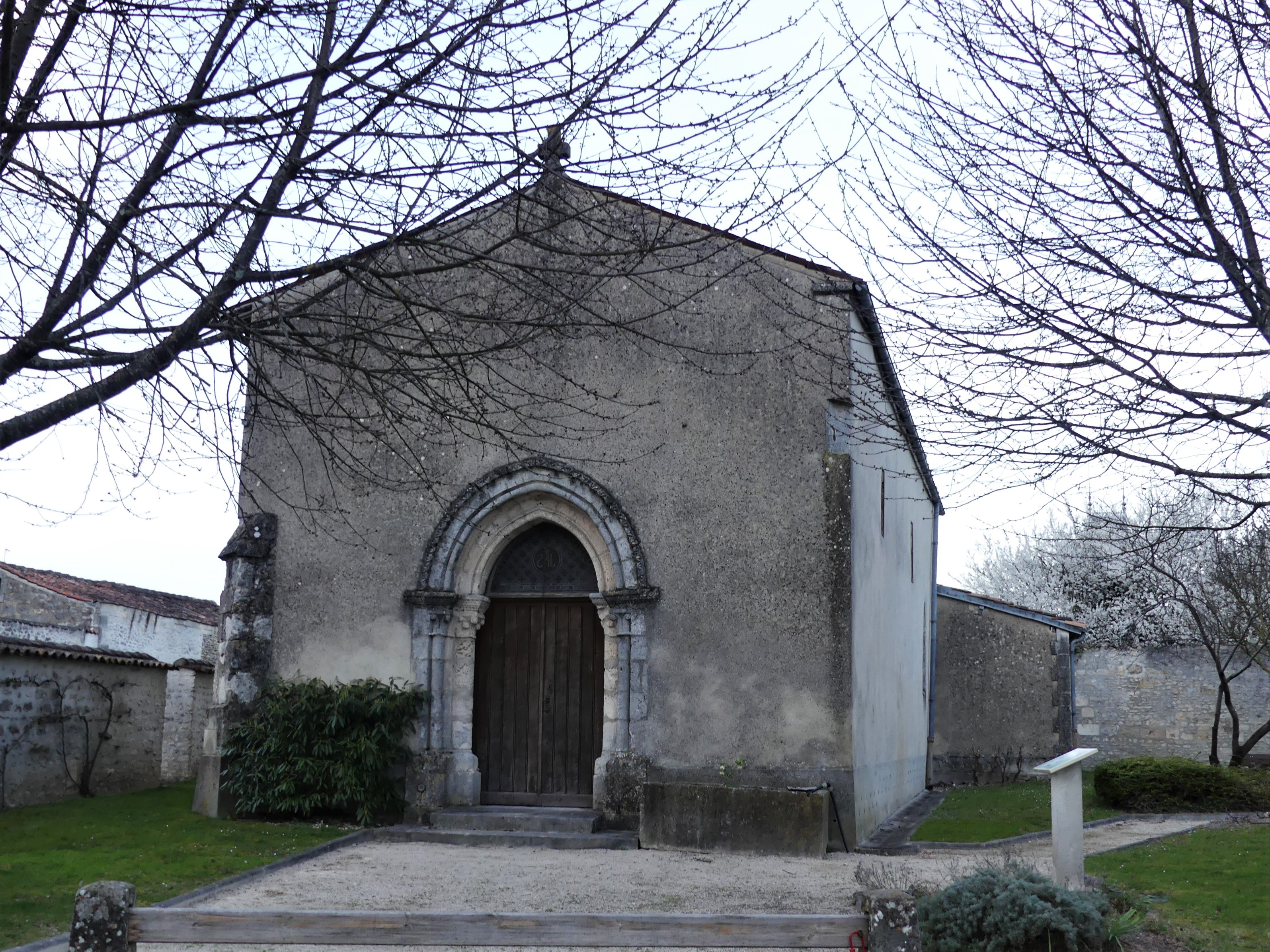
L'église de Crouin.
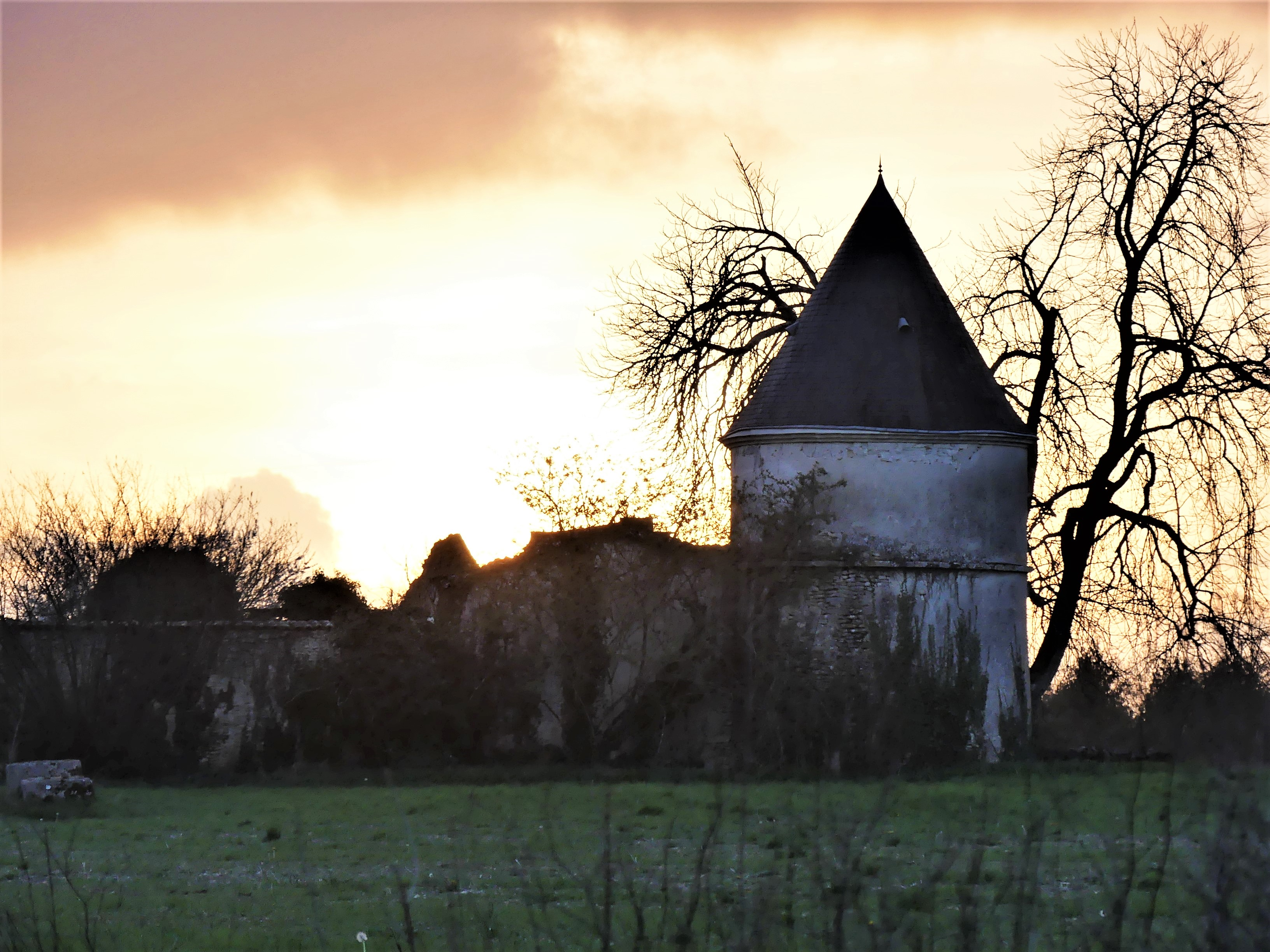
Le pigeonnier de la Métairie.
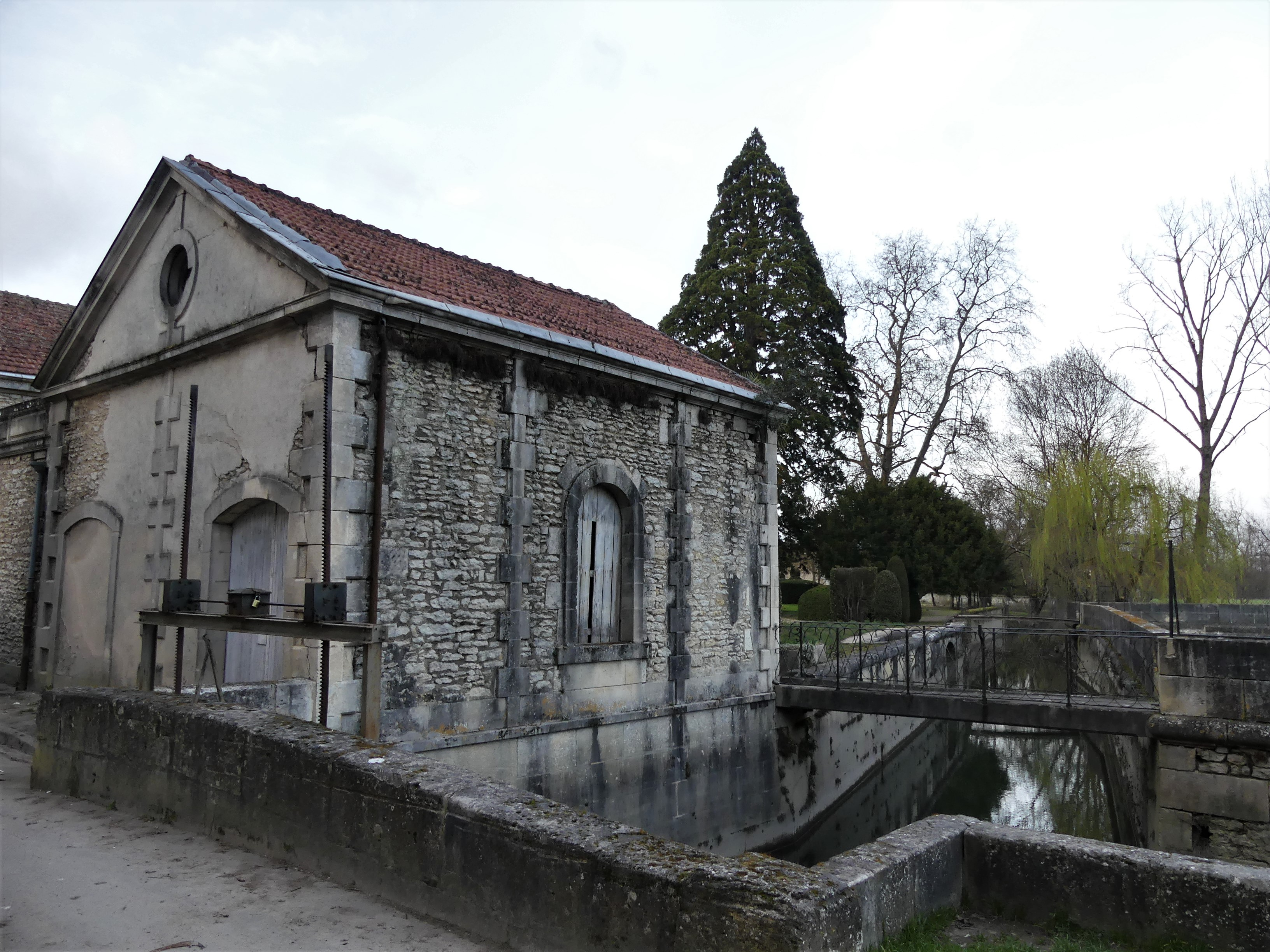
La maison éclusière et l'écluse de Crouin sur le canal Jean-Simon.
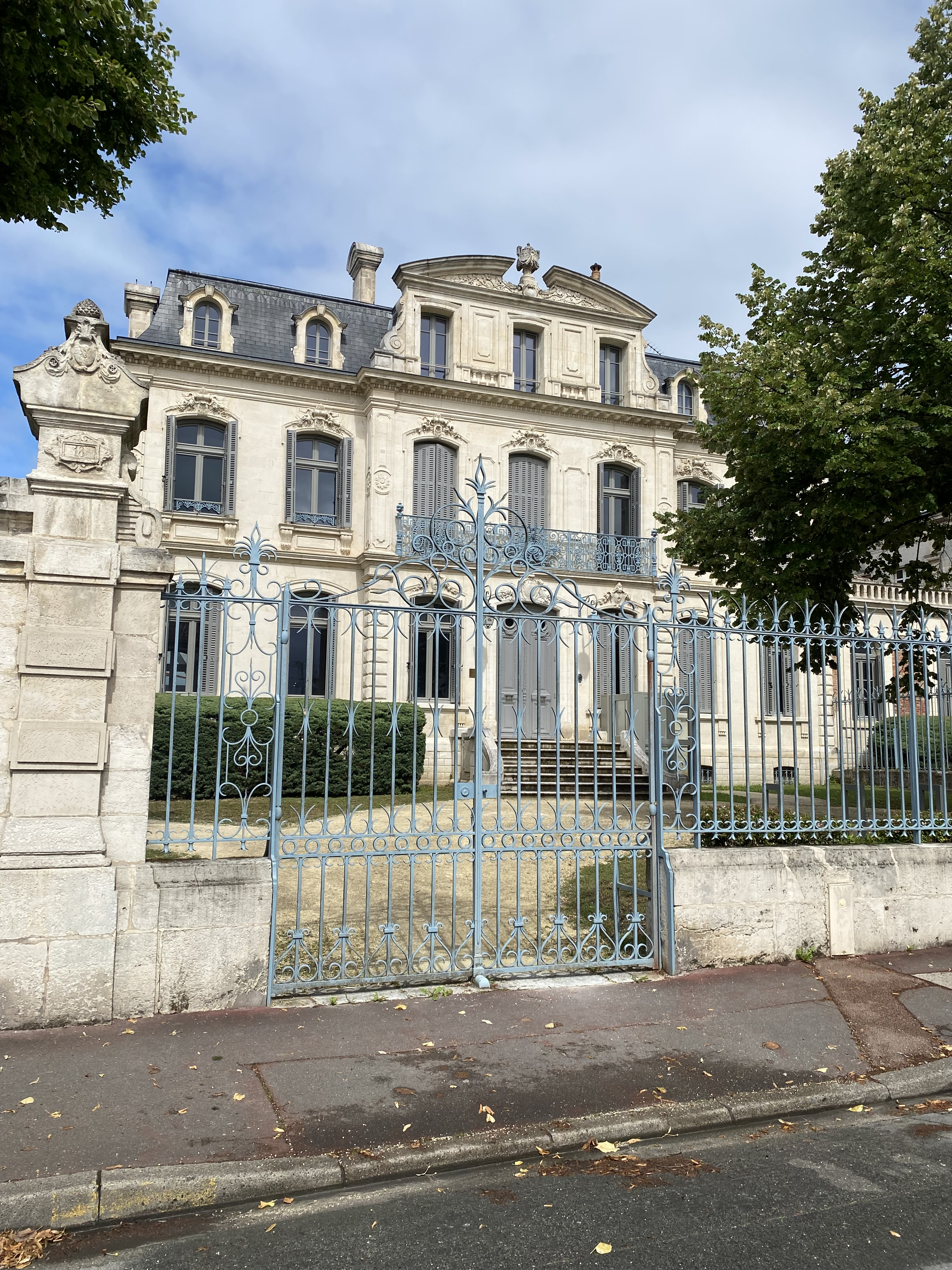
Maison de maître.
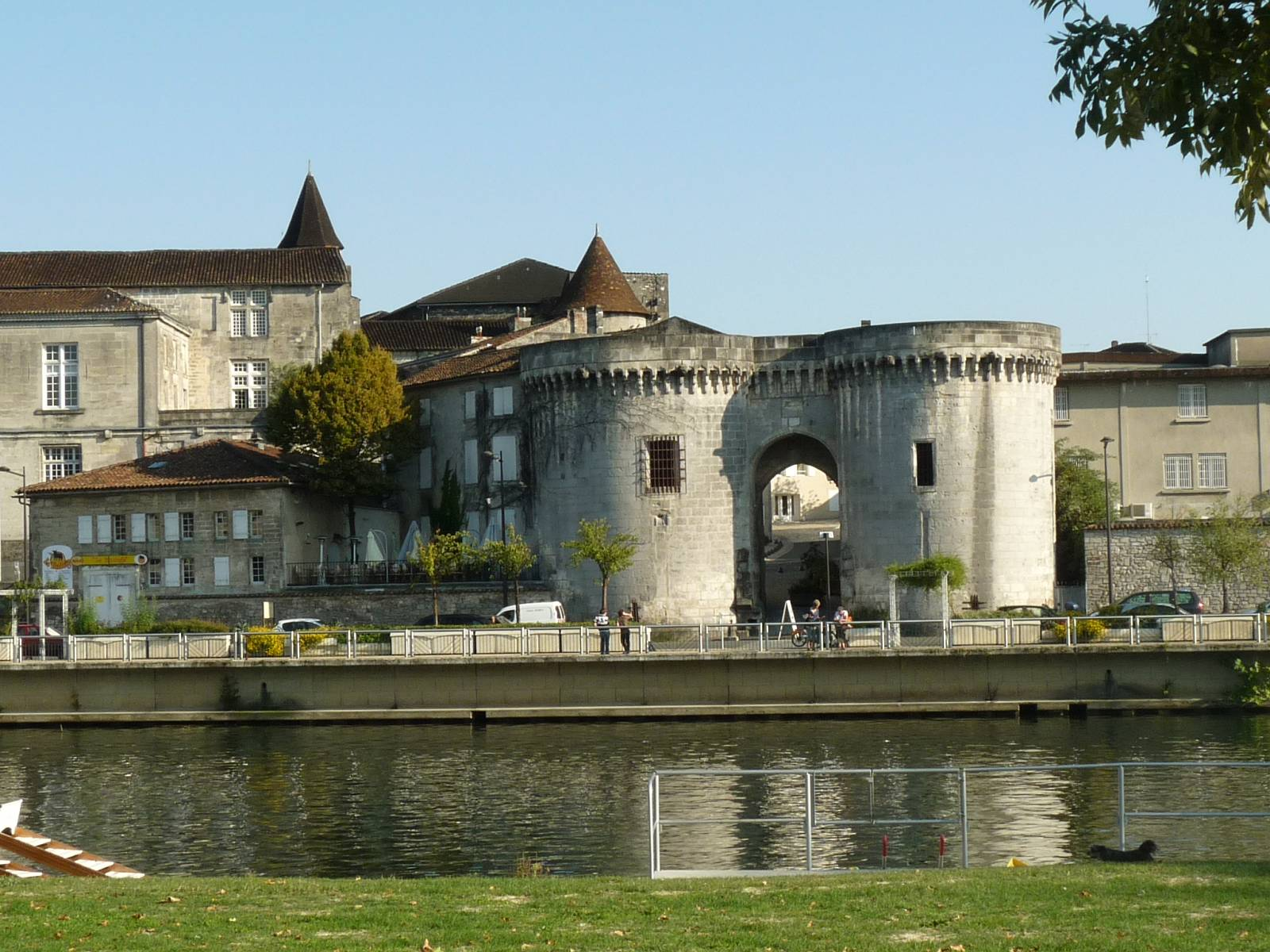
Porte Saint-Jacques.
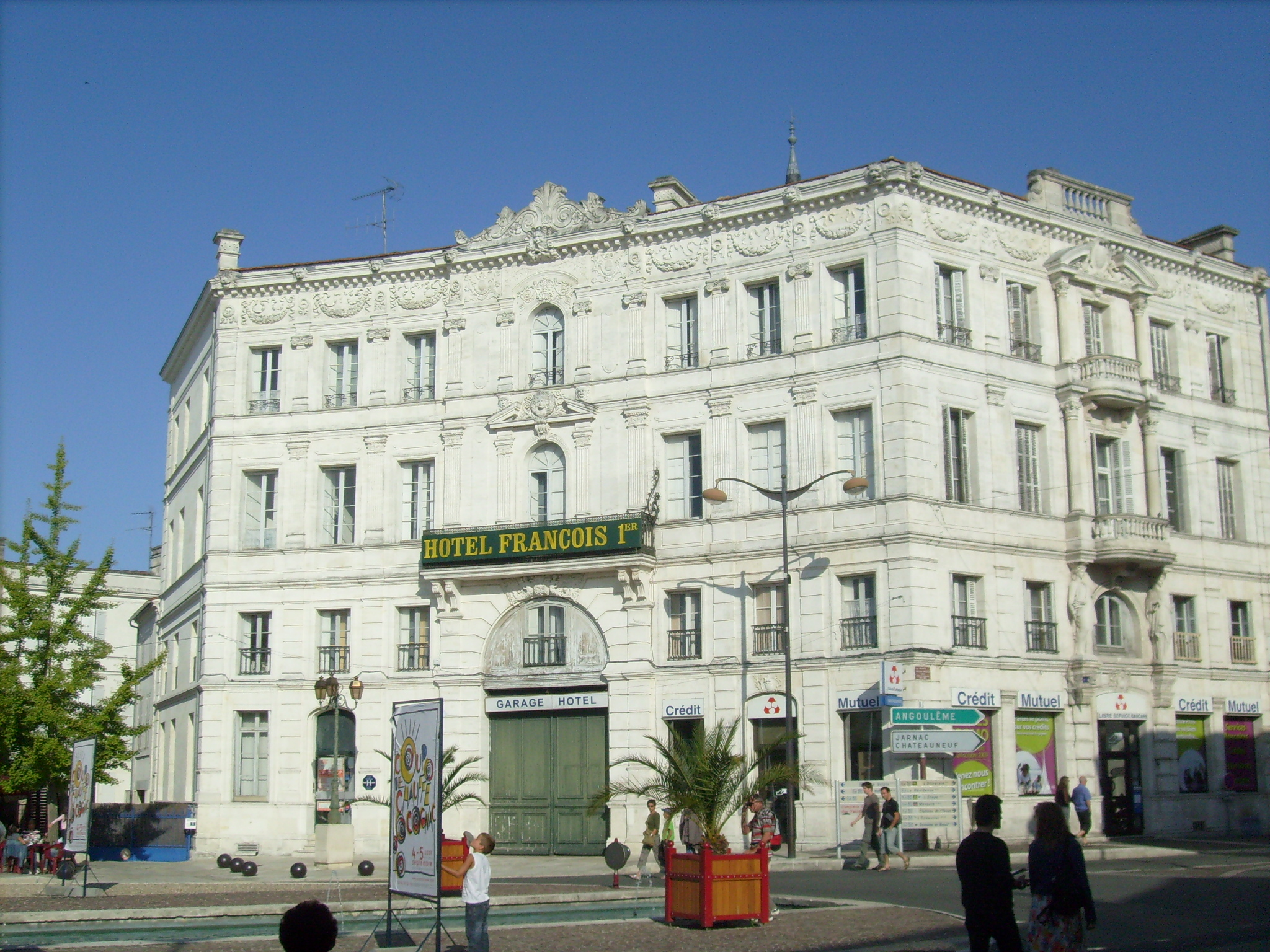
Place François Ier et Grand Hôtel.
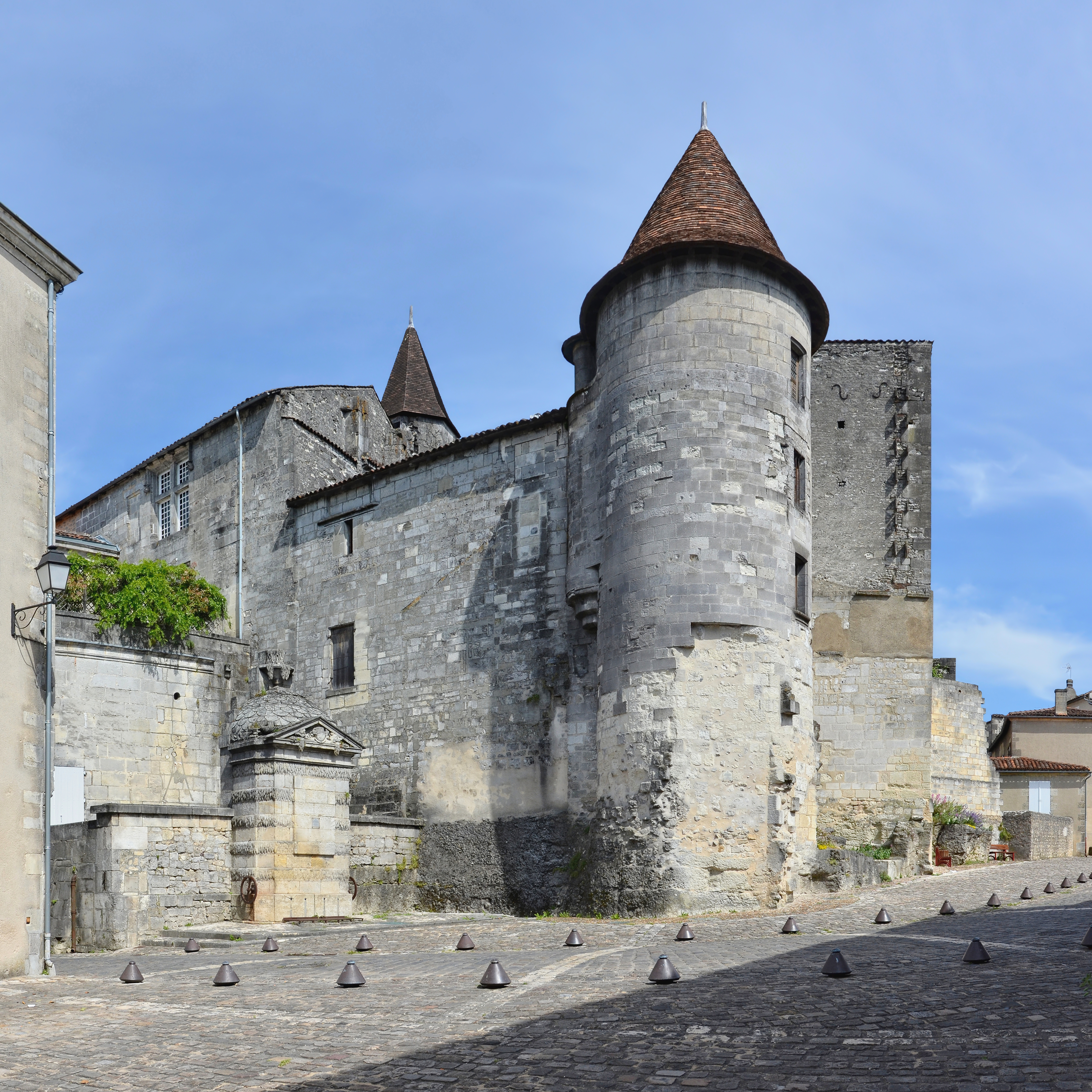
Tourelle sud du château.
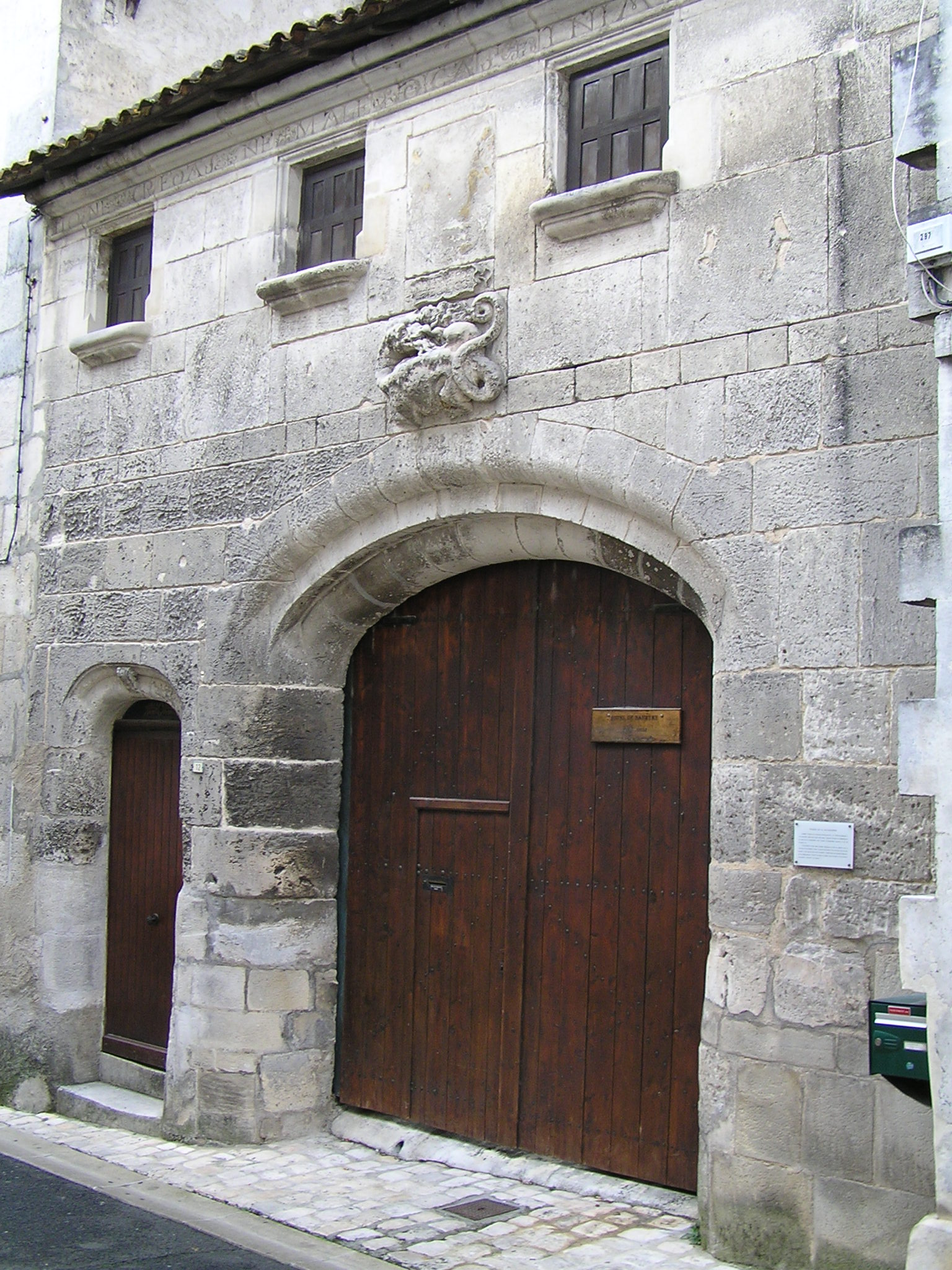
Portail de la maison de la nourrice de François Ier.
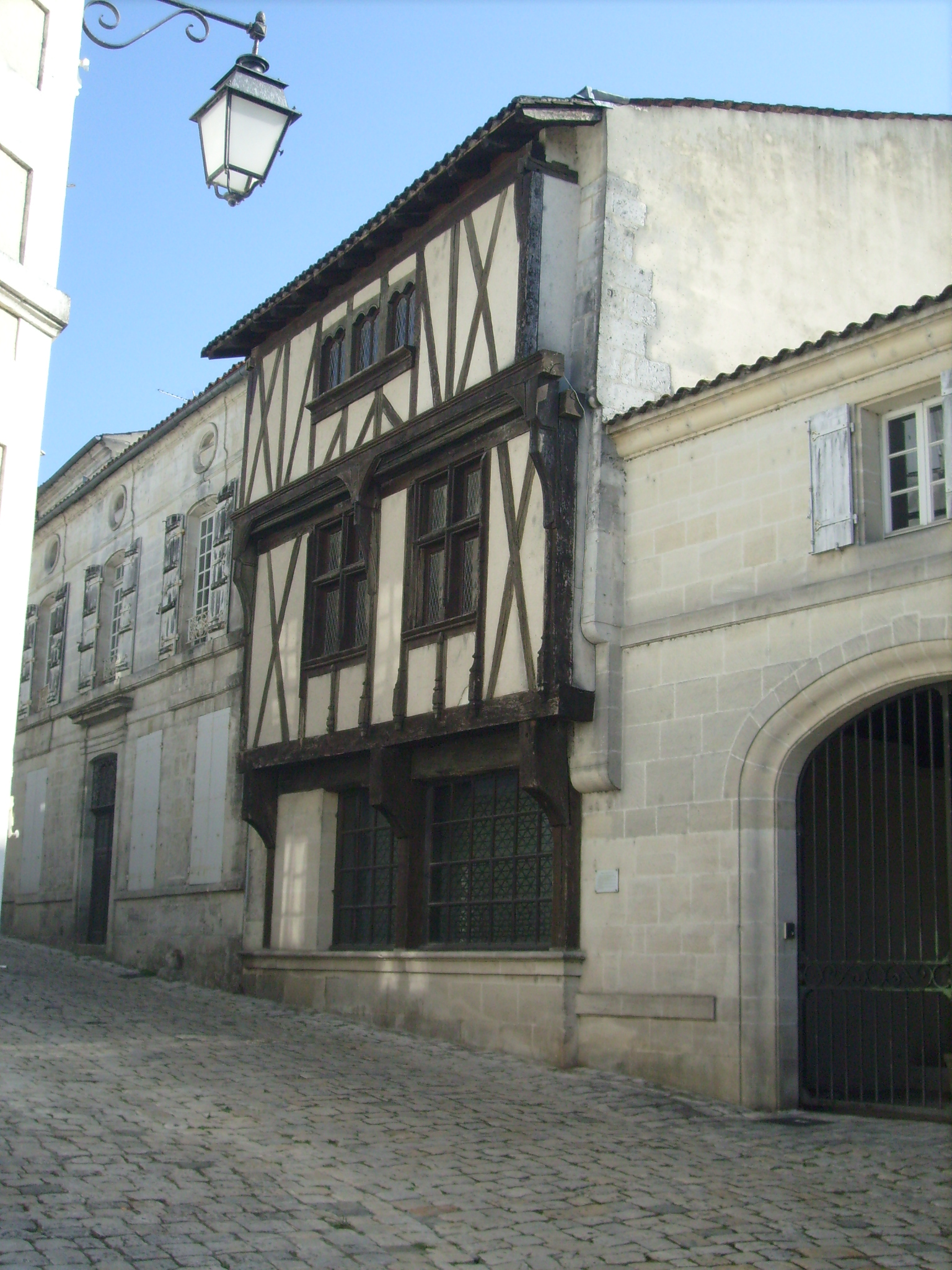
Maison à colombages.
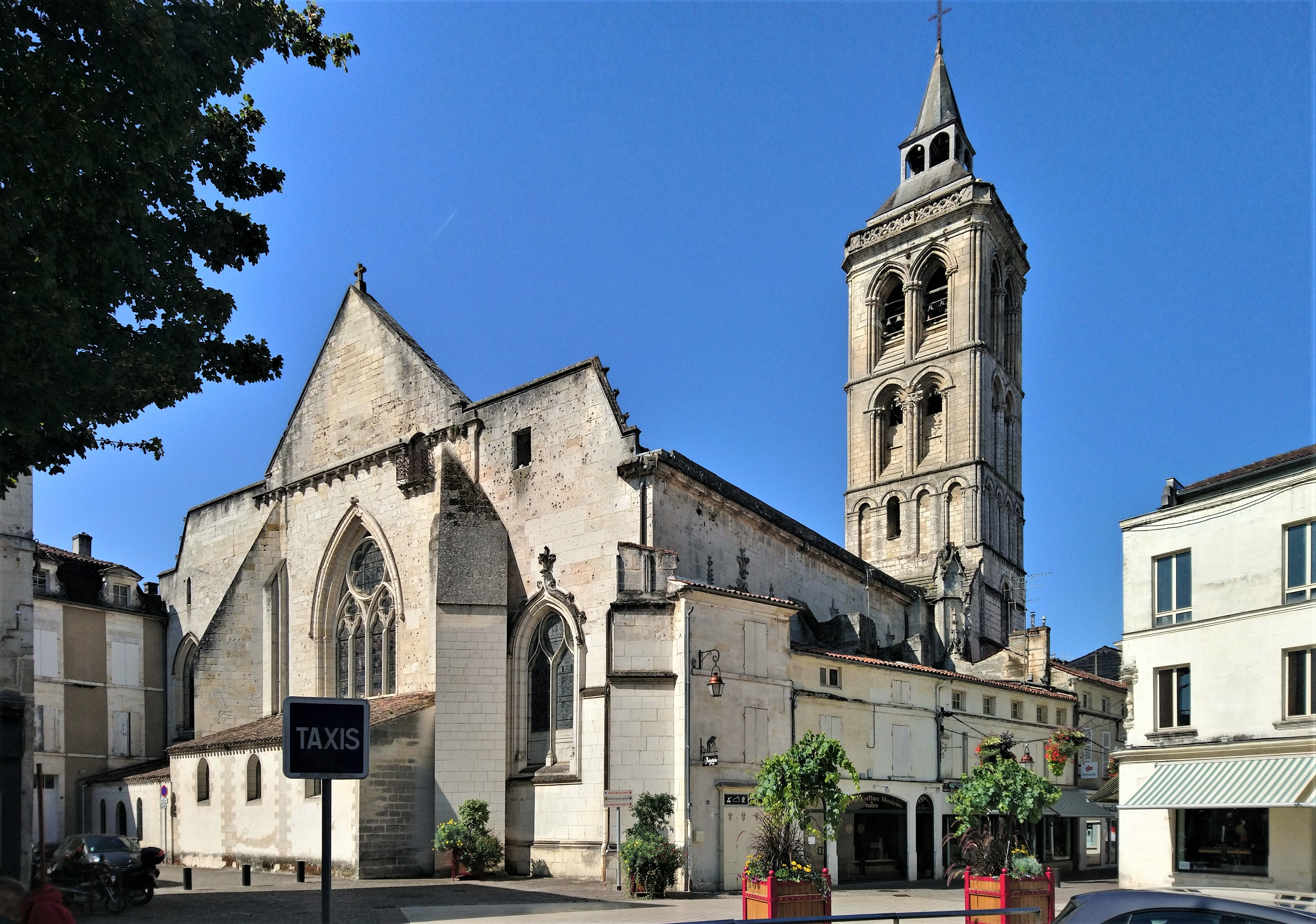
Église Saint-Léger.
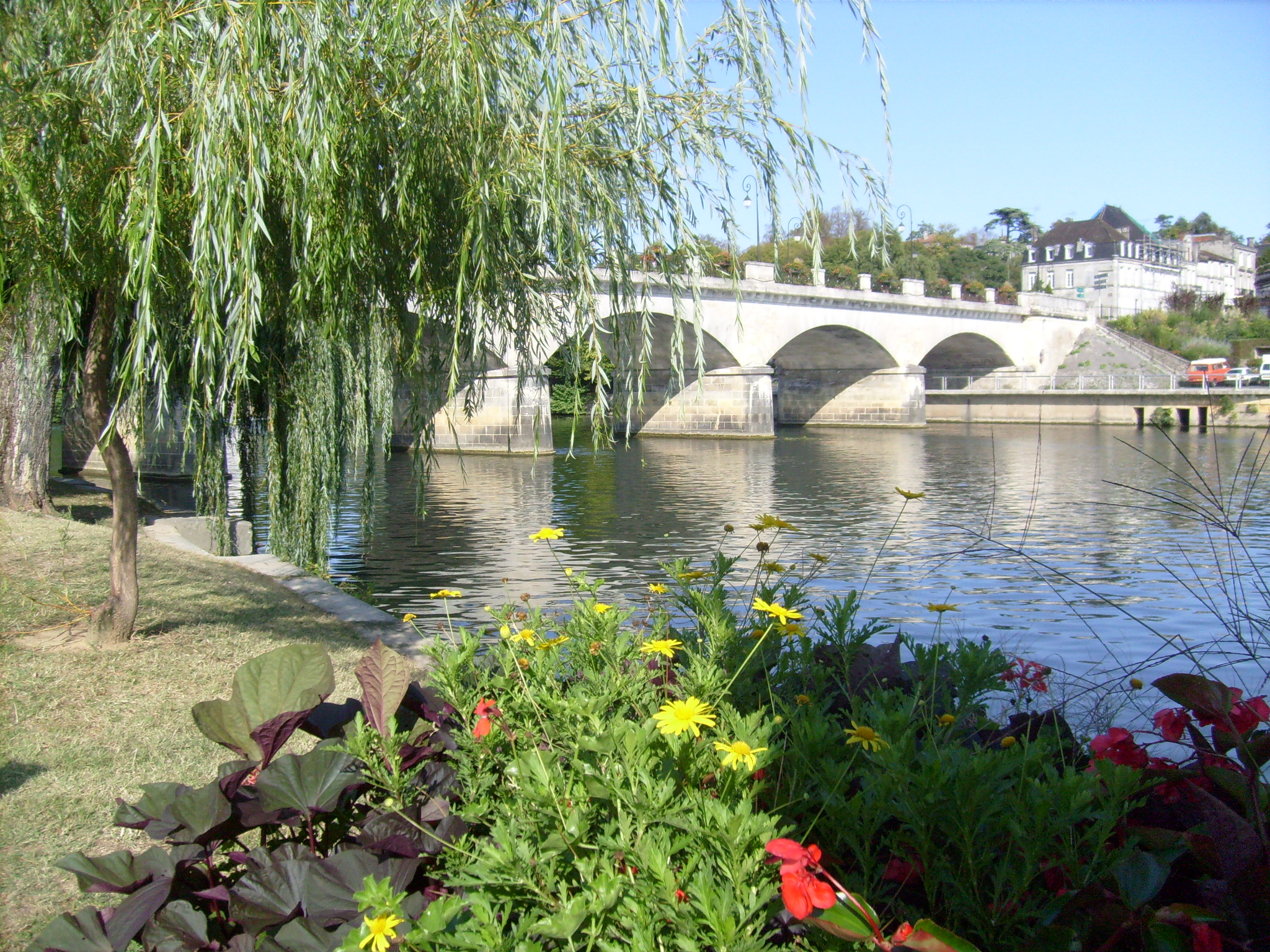
Pont de Cognac sur la Charente.

### Patrimoine industriel
- Les maisons de production de cognac organisent des visites de leurs installations ; principalement : Hennessy sur les quais, Martell, Otard (ancien Château) et, Camus et Rémy-Martin.
- La verrerie Saint-Gobain et des tonnelleries se visitent également ;
- Les distilleries font des journées « portes ouvertes ».

### Patrimoine environnemental

#### Jardin public
C'est un jardin anglais dessiné par le paysagiste Édouard André

#### Parc François-Ier
Situé entre les bords de Charente et la ville, est un site forestier classé depuis 1943 et possède une base de plein air et de loisirs.

#### Bois du Portail
Le bois du Portail est situé en face du parc François Ier sur l'autre rive de la Charente, c'est un bois moins connu mais qui était historiquement plus important que le Parc. Il est de nouveau remis en valeur depuis quelques années.

#### La Charente, ses berges et ses îles
Il est possible de les découvrir, à pied, en canoë, pédalo ou en croisière sur la gabarre la Dame Jeanne. Voir par exemple l'île David.

#### Chemins de randonnée
Le GR 4 qui va de Royan à Grasse passe à Cognac.

## Équipements et services

### Transports urbains
La ville est desservie par le réseau Transcom géré par la STGA, un service d'autobus de la communauté d'agglomération,.

### Enseignement
Cognac compte huit écoles maternelles, six écoles primaires, trois collèges publics (Claude-Boucher, Félix-Gaillard et Élysée-Mousnier), deux lycées publics (Jean-Monnet et lycée professionnel Louis-Delâge), deux écoles privées, un lycée privé (Beaulieu) et un collège privé (Saint-Joseph), ainsi que plusieurs établissements de formation professionnelle et de formation continue, et un réseau d’aide spécialisé pour les enfants en difficulté.
Le collège Élysée-Mousnier a ouvert ses portes le 3 janvier 1871. Créé à l'origine comme « collège spécial », il est transformé en lycée de garçons ultérieurement. Il s'ouvre timidement à la mixité par la suite, accueillant quelques filles en terminale scientifique. Il devient CES peu après la construction du lycée Jean-Monnet, et est rénové en haute qualité environnementale en 2007.

### Sports

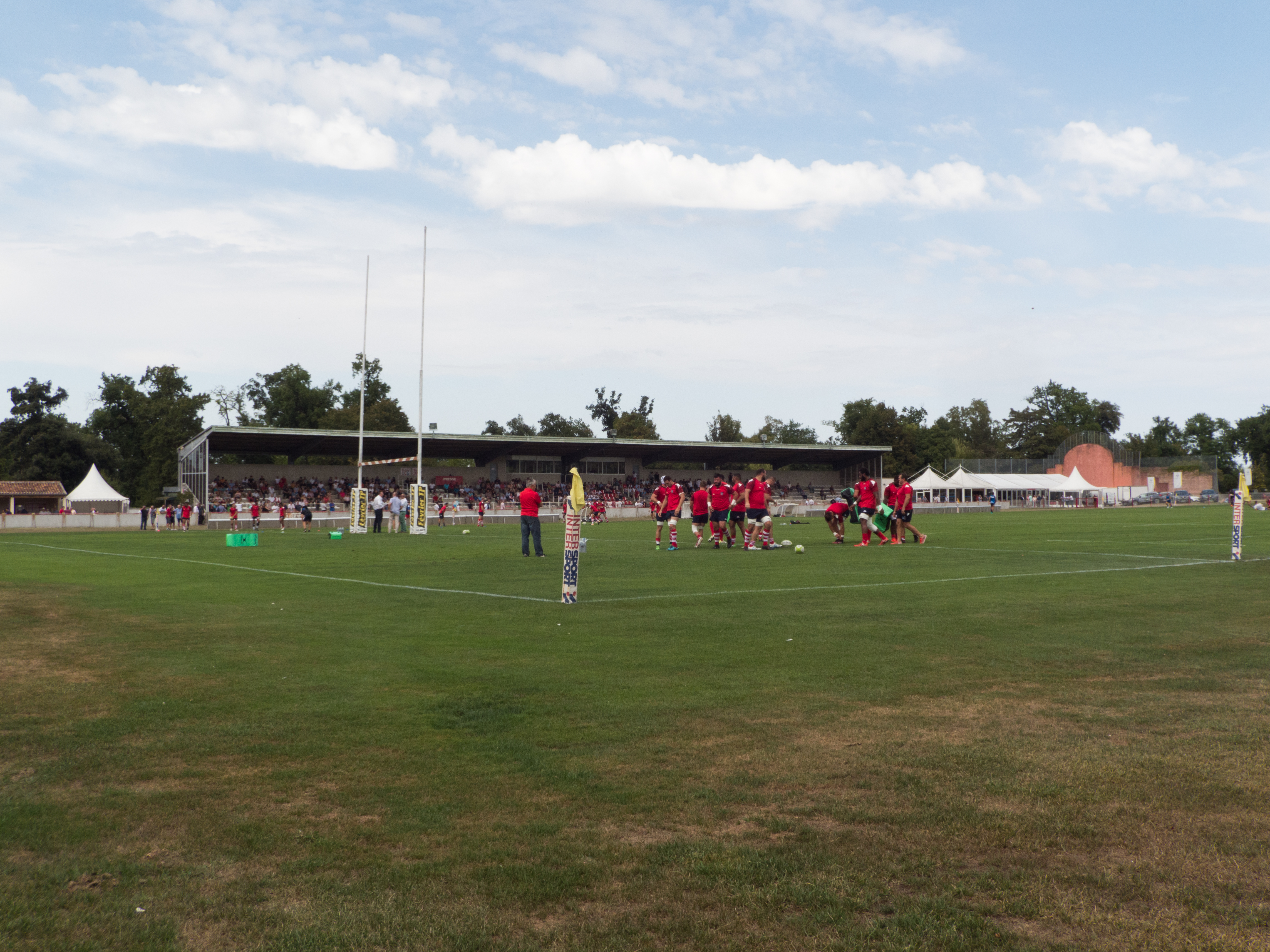
Le parc des sports de Cognac.

Les équipements sont nombreux, image des très nombreux sports pratiqués ce qui a valu à Cognac un titre de ville la plus sportive de France en 1965 et 1991. Ces équipements sont de deux types, les uns communaux et les autres intercommunaux.
- Communauté de Communes
  - La base plein-air en bordure de Charente propose en plus des jeux et aires de beach-volley, foot, fronton, des locations de canoës et de pédalos.
  - Le Cognac Yacht Rowing Club club d'aviron sur les bords de la Charente
  - Le complexe sportif des Vauzelles qui abrite la gymnastique, le handball (ALJO) et le Cognac Charente Basket-ball
  - La piscine couverte et d'été
- Commune de Cognac
  - Les stades qui abritent le rugby et le football, dont le parc des sports de Cognac
  - Les terrains multisports[88]
  - La salle d'armes Pierre Lucquiaud dédiée au Cercle de l'Epée de Cognac (escrime)
  - L'athlétisme
  - Le tennis de table
  - Aïkido, karaté, boxe, judo, catch
  - La patinoire municipale d'hiver, d'octobre à mars, et l'Association cognaçaise des sports de glisse (ACSG) club de patinage et hockey
  - Le cyclisme
  - Les randonneurs du cognaçais
  - Le canoë-kayak propose une école de pagaie, entraînements et location sur les bords de Charente (quartier Saint-Jacques).
  - Volley-ball, pétanque, musculation, haltérophilie... et beaucoup d'autres puisque Cognac abrite plus de 60 clubs sportifs dont certains sont sur d'autres communes de la communauté de communes comme le club hippique qui est sur Cherves-Richemont[89]

### Santé
La clinique s'est délocalisée du centre du vieux Cognac vers Châteaubernard et la construction d'un nouvel hôpital près de la clinique dans le cadre d'un pôle hospitalier a commencé en 2007 et a été stoppée fin 2008 (découverte de cavités sur le chantier). Le 14 février 2009, une mobilisation citoyenne s'est déroulée à Cognac pour exiger la reprise des travaux (env. 3 000 personnes). Le service hospitalier a finalement emménagé dans ses nouveaux locaux en juin 2013. Une partie des anciens bâtiments a été loué par TF1 en 2014 afin d'y tourner un téléfilm.
En 2001, le conseil d'administration de l'hôpital, présidé par le maire de Cognac, a voté la délégation à la clinique du service public hospitalier de chirurgie. Cette délégation a débuté en 2004 pour 10 années puis a été prolongée.
Il existe plusieurs maisons de retraites.
Sont présents médecins généralistes et spécialistes, dentistes, kinésithérapeutes, infirmiers et pharmacies.

### Médias
- Radio Mixx FM (anciennement Mixx radio)
- Presse écrite La Charente libre et Sud Ouest

## Personnalités liées à la commune

### Histoire et politique
- Jean d'Orléans ou Jean d'Angoulême, né entre le 1er mai et le 7 août 1399 et mort le 30 avril 1467 à Cognac, est comte d'Angoulême et de Périgord sous le nom de Jean II, comte de Beaumont, de Luxembourg, de Porcien et de Soissons et pair de France.
- François Ier, né François d'Angoulême est né en 1494 dans le château de la ville. Il fut roi de France de 1515 à 1547. La place principale du centre ville porte son nom. Une statue représentant le roi à cheval dominant ses ennemis se trouve au centre de cette place.Porte du château dit de François Ier - janvier 2005.

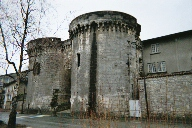
Porte du château dit de François Ier - janvier 2005.

- Louis Prévôt de Sansac, né en 1496, grand fauconnier de France.
- Pierre Boutelleau, homme politique, député de la Charente de 1808 à 1815, né le 8 octobre 1756 à Cognac (Charente) et mort le 28 septembre 1838 à Paris.
- Jean Dupuy (1er mars 1756, Cognac - 10 mai 1831, Cognac), homme politique, député de la Charente.
- Jean Étienne de Saint-Martin (1762-1828), général de brigade de la Révolution et de l'Empire, né et mort dans cette ville.
- Théodore Martell, homme politique français né le 22 janvier 1784 à Cognac et décédé le 9 juin 1860 à Paris.
- Auguste Grotz, né à Cognac le 3 octobre 1825, mort le 5 janvier 1907 (à 81 ans) à Nîmes, pasteur réformé français.
- Jean Monnet, né à Cognac le 9 novembre 1888, mort le 16 mars 1979 (à 90 ans), homme politique, ancien commissaire général au Plan de France et un des pères de l’Europe.
- Raymond Tournier (1916-1998), Compagnon de la Libération. Mort à Cognac où une rue a été baptisée en son honneur.

### Sciences
- Ernest Godard (1826-1862), médecin et anthropologue né à Cognac.
- Paul-Émile Lecoq de Boisbaudran, né à Cognac en 1838, il découvrit le gallium en 1875, il isola le samarium en 1878.
- Pierre Boiteau, né le 3 décembre 1911 à Cognac et mort le 1er septembre 1980 (à 68 ans) à Orsay, botaniste.

### Arts et littérature
- Marguerite d'Angoulême, femme de lettres, sœur de François Ier, née en 1492
- François Porché, né à Cognac le 21 novembre 1877, mort le 19 avril 1944 (à 66 ans), écrivain et poète
- Louis Suire, né à Cognac le 29 octobre 1899, mort en 1987, artiste peintre
- Christian Courtois, né à Cognac le 20 juillet 1912 et mort le 8 août 1956 (à 44 ans), historien
- Andrée Marik, née à Cognac le 22 mai 1914 et décédée le 3 août 2016 (à 102 ans), poétesse et autrice de livres de cuisine
- Marie-Paule Arnauld, née à Cognac en 1946 et décédée en 2015, archiviste
- Laureline Amanieux, née à Cognac le 2 avril 1977 (48 ans), romancière et documentariste

### Industrie
- Claude Boucher, né en 1842 à Blanzy (Saône-et-Loire), maître verrier à Cognac, ouvre la voie à l'industrialisation de la fabrication des bouteilles en verre en inventant la machine à souffler le verre à l'air comprimé à la place du soufflage à la bouche vers 1880. Une de ses premières machines est visible dans un musée de la ville de Cognac. Le collège situé dans le quartier de Crouin porte son nom.
- Louis Delâge, né à Cognac en 1874, constructeur automobile. Le lycée professionnel porte son nom.

### Cinéma et spectacle
- Eric Laugérias, né le 5 mai 1963 (62 ans), acteur et scénariste
- Gérald Dahan, né le 17 mai 1973 (52 ans), humoriste
- François Sagat, né le 5 juin 1979 (46 ans), acteur pornographique

### Sports
- Roger Triviaux (1902-1964), joueur de rugby français, y est né et décédé ;
- Gérald Merceron, né le 25 février 1973 (52 ans), joueur international de rugby ;
- Emmanuel Fernandez, né le 12 juillet 1972 (52 ans), pratiquant de jiu-jitsu brésilien et d'arts martiaux mixtes ;
- Lloyd Mondory (1982-), coureur cycliste français, né à Cognac ;
- Cédric Forgit, né le 23 février 1982 (43 ans), champion de canoë-kayak ;
- Christophe Jallet, né le 30 octobre 1983 (41 ans), footballeur professionnel international ;
- Renaud Lavillenie, né le 18 septembre 1986 (38 ans) à Barbezieux, perchiste français ayant grandi à Cognac et commencé sa carrière au Cognac Athletic Club, champion olympique de saut à la perche (JO de Londres 2012) et détenteur du record du monde du saut à la perche du 15 février 2014 au 8 février 2020 ;
- Jérémie Courtois, né le 26 janvier 1987, est un handballeur français ayant grandi au club de Cognac. Il évolue à présent en première division avec le Tremblay-en-France Handball.

### Hors-la-loi
- François Besse, né à Cognac en 1944, est un gangster français.

## Héraldique
| Blason | Blasonnement : De gueules au cavalier le casque en tête d'argent, monté sur un cheval du même contourné, le cavalier portant une fleur de lys d'or au bout d'un bâton d'argent, au chef d'azur chargé de trois fleurs de lys d'or. |

## Jumelages
La ville de Cognac est jumelée avec dix villes.
- Königswinter (Allemagne)
- Perth (Écosse)
- Denison (États-Unis)
- Valdepeñas (Espagne)
- Tovuz (Azerbaïdjan)
- Vyškov (Tchéquie)
- Boala (Boala) (Burkina Faso)
- Bozhou (Chine)
- Michalovce (Slovaquie)
- Pisco (Pérou)